# Edinburgh-i vár
A vulkáni eredetű sziklacsúcson magasodó edinburgh-i vár egy ősi erődítmény, amelynek égboltra rajzolódó sziluettje Edinburgh legtöbb pontjáról látható. A helyén már az időszámítás előtti 9. században is éltek emberek. I. Dávid király uralkodása, azaz a 12. század óta bizonyítottan királyi vár állt itt, és a hely uralkodói rezidencia maradt egészen az angol és a skót korona 1603-as egyesítéséig. Lévén a Skót Királyság egyik legfontosabb erőssége, az edinburgh-i vár számtalan történelmi konfliktus részese volt a 14. századi skót függetlenségi háborúktól az 1745-ös jakobita felkelésig terjedő időszakban. Egynéhány alkalommal ostromolták, hol sikeresen, hol eredménytelenül. A 17. század végétől katonai támaszponttá vált és egy nagy laktanya is helyet kapott benne. Műemléki jelentőségét a 19. században ismerték fel, azóta több jelentős újjáépítési szakaszon ment át.
A jelenleg is álló épületek közül csak kevés származik a 16. századi „hosszú ostrom” előtti időkből, mikor a vár erődítéseinek nagy részét lerombolták a tüzérségi lövedékek. A legismertebb kivétel a Szent Margit-kápolna, Edinburgh legidősebb fennmaradt épülete, mely a 12. század elején épült. A nevezetes építmények közé tartozik még a királyi palota és a 15. századi nagyterem. A várban találjuk meg a Skót Nemzeti Katonai Emlékhelyet és a Skót Nemzeti Hadtörténeti Múzeumot is.
Bár a vár formálisan a Védelmi Minisztérium tulajdona, jelenleg a Historic Scotland kezelésében van és Skócia leglátogatottabb fizetős turista látványossága. Bár a laktanyát 1920-ban kiürítették, a várban továbbra is fennmaradt a katonai jelenlét, mind a ceremóniák, mind az adminisztráció szintjén. Itt rendezik meg évenkénti gyakorisággal az úgynevezett Royal Edinburgh Military Tattoot, az Edinburgh, sőt egész Skócia egyik szimbólumává vált katonazenekari fesztivált.

## Történelem

### A várhegy korai története

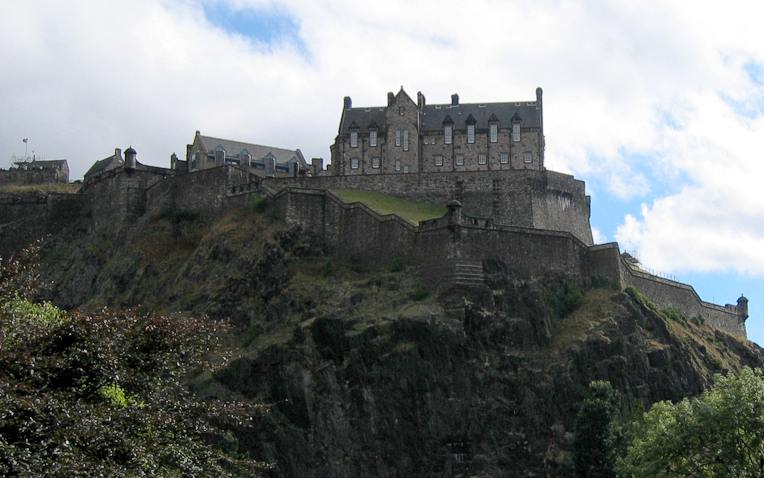
A vulkáni bazaltkúpon ülő vár északi oldala

#### Geológia
A vár egy körülbelül 340 millió évvel ezelőtt, a kora karbon korban kialudt vulkán bazaltdugóján épült. A tengerszint fölé 120 méterre emelkedő várhegy déli, nyugati és északi oldalát szinte függőleges, 80 méteres sziklafalak határolják, a csúcs megközelítése csak a keleti, lankásabb domboldalt igénybe véve lehetséges. A várat szinte bevehetetlenné tevő elhelyezkedés azonban nehézségekkel is együtt járt. Ezek közül az egyik legkomolyabb a vár, de különösen a belső várudvar vízellátásának megoldása volt. Ostromok idején ez szinte végzetes helyzetet teremtett, különösen az 1573-as hosszú ostrom alatt, mikor a laktanya teljesen víz nélkül maradt.

#### A kezdeti időszak emberei
Már a 2. század közepéről találhatunk olyan feljegyzést, amely a várhegy lakott voltára utal. Klaudiosz Ptolemaiosz a votadin-ok egyik településéről szólva, úgy fogalmaz, hogy azt a rómaiak „Alauná”-nak, „sziklás helynek” nevezték, és ez lehetett a várhegy legkorábbi ismert neve.
Andrew of Wyntoun, a skót történelem egy korai krónikása Orygynale Cronykil (Eredeti krónika) című művében „Ebrawce”-re (Ebraucus), a legendás briton királyra úgy hivatkozik, mint aki „byggyd Edynburgh”, azaz felépítette Edinburgh-t. Egy még korábbi angol krónikás, Geoffrey of Monmouth (kb. 1100 – kb. 1155) szerint Ebraucusnak húsz feleségétől ötven gyereke volt, és ő volt az alapítója „Kaerebrauc” (York) és „Alclud” (Dumbarton) településeknek, valamint az úgynevezett „Szüzek várának”. John Stow (kb. 1525 ‑ 1605) szerint Ebraucus építette időszámításunk előtt 989-ben „az Edenbrough-nak nevezett Szüzek várát”.
A „Szüzek vára”, vagy Castell Puellarum megnevezés használata a 16. századig általános volt. Feltűnik I. Dávid és utódai okleveleiben is, bár eredete homályba vész. William Camden 1607-es Britanniá-ja annyit jegyez meg, hogy „a britek Castle Myned Agnednek hívják, a skótok szerint a neve Maidens Castle vagy Virgins Castle, bizonyos pikt királyi vérből származó fiatal szüzek után, akiket ott tartottak a régi időkben”. A 17. századi Richard Hay, a tanult régész szerint apácák egy csoportjáról volt szó, akiket elűztek a várból, és kanonokokkal váltották fel őket, mondván, hogy alkalmasabbak a katonák közti életre. Ezt a történetet azonban kétes hitelességűnek tartják az akadémikus Daniel Wilson és későbbi követői. Lehetséges, hogy a név az Artúr-mondakörben szereplő „kilenc szűz” típusú történetekből eredeztethető, s kapcsolatban lehet azzal a legendával is, mely szerint a helyen egykor a tündér Morgain la Fee egyik szentélye volt. Később Szent Monennáról is említik, hogy templomot épített Edinburgh-ban, Dumbartonban és más helyeken, és talán ő is egyike lehetett a kilenceknek. A rejtély még egyszerűbb feloldása, hogy a Maiden Castle nem is a szüzek várát, hanem egyszerűen szűz várat, azaz olyan erődítményt jelent, amelyet erővel sohasem vettek be.
Egy, az 1980-as évek végén, a vár területén elvégzett régészeti kutatás eredményei megerősítették, hogy a területen emberek éltek a bronzkor utolsó, vagy a vaskor első periódusában, így valószínűleg ez a táj Skócia legrégebben lakott vidéke. Az ásatások eredményei azonban ahhoz már nem voltak elégségesek, hogy egyértelmű következtetésekre lehessen jutni a legkorábban itt lakó népek azonosítását illetően.
A vaskorra vonatkozó régészeti bizonyítékok már sokkal meggyőzőbbek. Korábban azt tartották, hogy a Skócia középső részét elfoglaló skót törzsek nem, vagy alig használták a várhegyet. A közelben folytatott ásatások azonban viszonylag nagy kiterjedésű élőhelyeket tártak fel, és úgy vélik, hogy ezeket a településeket a várhegy közelsége miatt választották a lakók. Az 1980-as évekbeli kutatásokból arra következtetnek, hogy a sziklán egy körülzárt erődítmény helyezkedett el, melynek akkor csak a széleit sikerült megtalálni. A házmaradványok emlékeztetnek a korábban Northumbriában talált votadin házakra.
Az ásatás egyértelmű bizonyítékokat szolgáltatott arra nézve, hogy a hely az 1. és a 2. századtól lakott volt, egyezően Ptolemaiosz „Alauná”-ra való hivatkozásával. A feltárt maradványok között nagy mennyiségű rómaiaktól származó anyag volt található, közöttük edények, bronzeszközök, ékszerek. Ez arra utal, hogy a votadinok és a rómaiak között kereskedelmi kapcsolatok voltak Julius Agricola észak-britanniai hadjáratától kezdődően és folytatódva Antoninus falának megépítéséig, mikor a rómaiak átmenetileg letelepedtek Cramond (jelenleg Edinburgh északkeleti külvárosa) környékén. A települések jellege nem tisztázott, de Driscoll és Yeoman úgy véli, hogy a lakosok úgynevezett „broch”-okban (csak a mai Skócia területén található kerek kőépítmények) élhettek. Arra nincs bizonyíték, hogy a rómaiak a várhegyet is elfoglalták, mint tették azt a közeli Traprain Law nevű, ugyancsak erődöt tartalmazó heggyel. E ponttól kezdve komoly bizonyítékok tanúsítják a várhegy lakott voltát egészen napjainkig, bár a lélekszám időről időre változott.

### A korai középkor

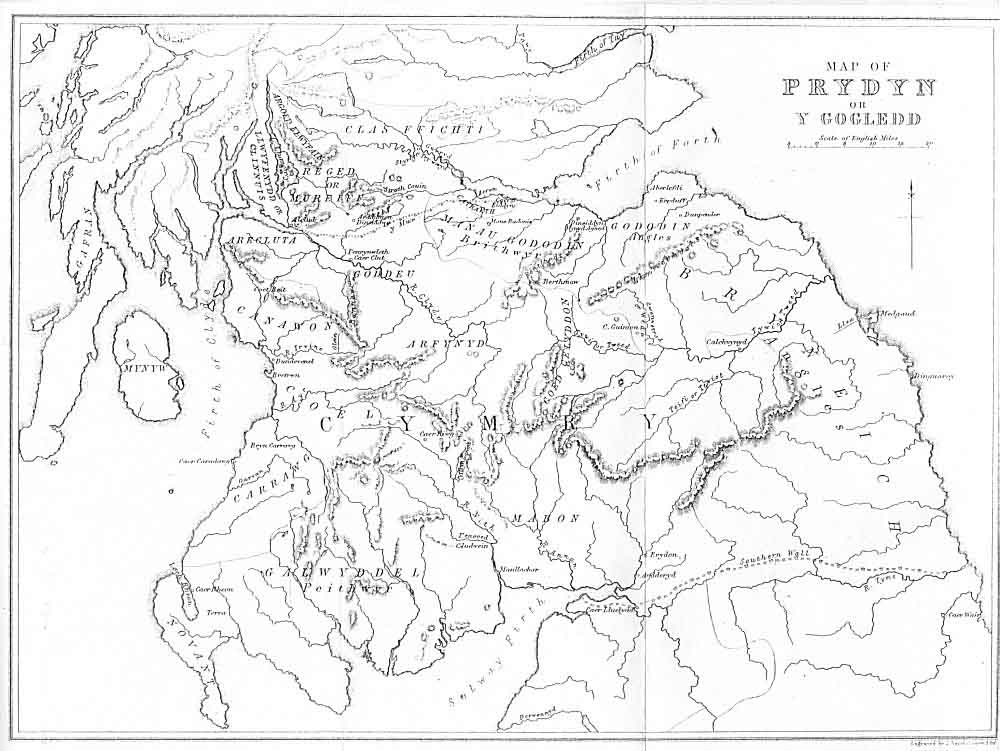
Yr Hen Ogledd, avagy „A régi Észak.” Britannia északi részének térképe (57. sz.)

A vár nem bukkan fel a kortárs történeti feljegyzésekben, Ptoleimaiosztól körülbelül 600-ig. Akkor, egy briton nyelvű eposz, az Y Gododdin, említi Din Eidyn-t, „Eidyn erődjét”. A poéma a gododin-ok királyának, Mynyddog Mwynfawr-nak és harcosainak állít emléket, akik egy évig lakomáztak erődjükben, majd útra keltek, hogy megvívjanak az angliusokkal a jelenlegi Yorkshire környékén. Bátorságuk és vitézségük ellenére a britonok vereséget szenvedtek.
Az ír krónikák szerint 638-ban, az Y Gododdin-ban megénekelt eseményeket követően, az angliusok Szent Oswald vezetésével megostromolták Etin-t és legyőzték a gododinokat. Az Edinburgh körüli területek ezzel a Northumbriai Királyság részévé váltak, mely a 10. században, mikor az Annals of Clonmacnoise című ír krónikafordítás szerint Angliai Athelstan „kifosztotta az Edinburgh-i Királyságot”, beolvadt az Angol Királyságba. Az angolok később visszavonultak és Edinburgh környéke Skócia részévé vált Indulf (uralkodott: 954–962.) királysága alatt.
A régészeti bizonyítékok bizonytalanok, a meghatározó időszakra vonatkozóan elsősorban a szemétdombokban talált maradványokra hagyatkoznak, nincsenek építészeti emlékek. Kevés következtetés vonható le a települések jellegére vonatkozóan, azonban a megkutatott hulladékhalmokban talált leletek arra utalnak, hogy a római kor óta folyamatos volt az emberi jelenlét.

### A késő középkor
Az Edinburgh várára utaló első dokumentált hivatkozás a skót krónikás, John Fordun egyik, III. Malcolm király haláláról szóló beszámolójában található. A tudósítás szerint a király özvegye, a későbbi Skóciai Szent Margit, a „Szüzek várában” tartózkodott, mikor hírt kapott férje 1093 novemberében bekövetkezett haláláról. Fordun azzal folytatja a krónikát, hogy Margit napokon belül belehalt a bánatba, és Malcolm fivére, III. Donald ostrom alá vette a várat. Igaz, Fordun krónikája legkorábban a 14. század végén keletkezett, míg a csaknem kortárs Turgot püspök, Szent Margit életének megörökítője, egy szót sem ejt a várról. III. Malcolm és fia uralkodása alatt az edinburgh-i vár az egyik legmeghatározóbb skót királyi központtá vált. Malcolm fia Edgar király a várban halt meg 1107-ben.
Malcolm fia, I. Dávid kétségkívül legjelentősebb hozzájárulása Edinburgh királyi központtá tételéhez az általa véghezvitt adminisztrációs reformban nyilvánult meg. 1139 és 1150 között – a skót parlament előfutáraként – Dávid nemeseket és egyházi vezetőket gyűjtött össze a várban. Az épületek és védművek valószínűleg fából épültek, bár két 12. századi kőépítményről is tudomásunk van. Ezek egyike, a Szent Margit-kápolna mindmáig ott áll a sziklán. A másik egy Szűz Máriáról elnevezett templom volt, mely a Skót Nemzeti Katonai Emlékhely helyén állt. A felső udvar déli részét, ahol jelenleg a Crown Square található, csak a 15. században építették be. Úgy tűnik, hogy a legkorábbi épületek a szikla északi részén helyezkedtek el, a kápolna épületének környékén. Ez arra enged következtetni, hogy a kápolna egy, a 12. században végzett erődítési munkálatok során létrehozott, négyszögletes kőtorony egyetlen megmaradt darabja. A torony kialakítása hasonló lehetett a Carlisle várában találhatóéhoz, melyet I. Dávid 1135 után kezdett építeni.
1174-ben Dávid utódát I. Vilmost (uralkodott: 1165−1214) az 1174-es alnwicki csata során elfogták az angolok. Arra kényszerült, hogy szabadon bocsátása fejében aláírja a „falaise-i szerződés”-t, mellyel átadta II. Henrik angol királynak az edinburgh-i várat Berwick, Roxburgh és Stirling várával egyetemben. A várban 12 évig, 1186-ig az angolok tanyáztak, ám ekkor angol menyasszonya, a II. Henrik által kiválasztott Ermengarde de Beaumont hozományaként ismét Vilmos birtokába került.

### A skót függetlenségi háborúk
Egy évszázaddal később, III. Sándor halálával megüresedett a skót trón. I. Eduárd angol királyt jelölték ki, hogy döntsön a koronára pályázók között, ő azonban visszaélve a lehetőséggel, megkísérelte saját magát Skócia legfőbb urává tenni. A tárgyalások során Eduárd rövid ideig Edinburgh várában lakott, ahonnan kincseket és az országra vonatkozó értékes dokumentumokat hurcolt magával Angliába.
1296 márciusában Eduárd megtámadta Skóciát, kirobbantva ezzel az első skót függetlenségi háborút. Edinburgh vára hamarosan – három napos ágyúzást követően – angol ellenőrzés alá került. 1300-ban egy 325 fős, nagy laktanyát alakítottak ki benne. I. Eduárd iparosmestereket hozatott fel a walesi várakból, köztük Thomas de Houghtont és Herefordi Walter mestert. Mindketten a század első éveiben utaztak Walesből Edinburgh-ba. Eduárd 1307-es halálát követően azonban csökkent az angolok Skócia feletti ellenőrzése. 1314. március 14-én Thomas Randolph, Moray 1. grófja egy meglepésszerű éjszakai támadással visszafoglalta a várat. A vakmerő tervet harminc körültekintően kiválasztott emberre alapozták, akiknek vezetője egy bizonyos William Francis volt, aki gyerekkorát a várban töltötte. A csapat nagy nehézségek árán megmászta az északi sziklafalat és meglepte a laktanyát. Robert de Bruce király haladéktalanul elrendelte a védművek lerombolását, hogy megelőzze azoknak az angolok általi visszafoglalását. Nem sokkal ezt követően Bruce seregei biztos győzelmet arattak a bannockburni csatában.
Bruce halála után III. Eduárd angol király elhatározta, hogy diadalra viszi nagyapja tervét, ezért támogatta Edward Balliol-nak, a korábbi skót király, János fiának trónra vonatkozó követelését az ifjú II. Dáviddal, Bruce fiával szemben. 1333-ban betört az országba és ezzel kezdetét vette a második skót függetlenségi háború. Az angol erők 1335-ben újra elfoglalták, majd ismét megerősítették Edinburgh várát és 1341-ig megszállás alatt tartották. Ekkor William Douglas, Douglas 1. grófja vezetésével a skótok megtámadták a várat. Douglasék a laktanyába ellátmányt szállító kereskedők ruhájába öltözve lepték meg a védőket. Egy szekeret leállítottak a kapuban, így azt nem lehetett becsukni. Egy, a közelben elrejtőzött nagyobb csapat ekkor berohant és csatlakozott hozzájuk, a vár pedig kezükre került. A száz főnyi angol katonaságot mind egy szálig lemészárolták.

### A Dávid-torony és a 15. század
Az 1357-es berwicki egyezménnyel lezárultak a skót függetlenségi háborúk. II. Dávid visszanyerte hatalmát és hozzáfogott az edinburgh-i vár újjáépítéséhez. Az erőd a kormányzás fő székhelyévé vált. A Dávid-torony építése 1367 körül kezdődött el, de a mű még befejezetlen volt, mikor a király 1371-ben meghalt a várban. Utóda, II. Dávid uralkodása alatt készült el, valamikor az 1370-es években. A torony a jelenlegi Half Moon Battery (Félhold-bástya) helyén állt és függönyfalak kötötték össze a kisebb, kerek, 1375 és 1379 között épített Kapitány-toronnyal, mely a ma látható Portcullis Gate (ejtőrácsos kapu) helyén állt.

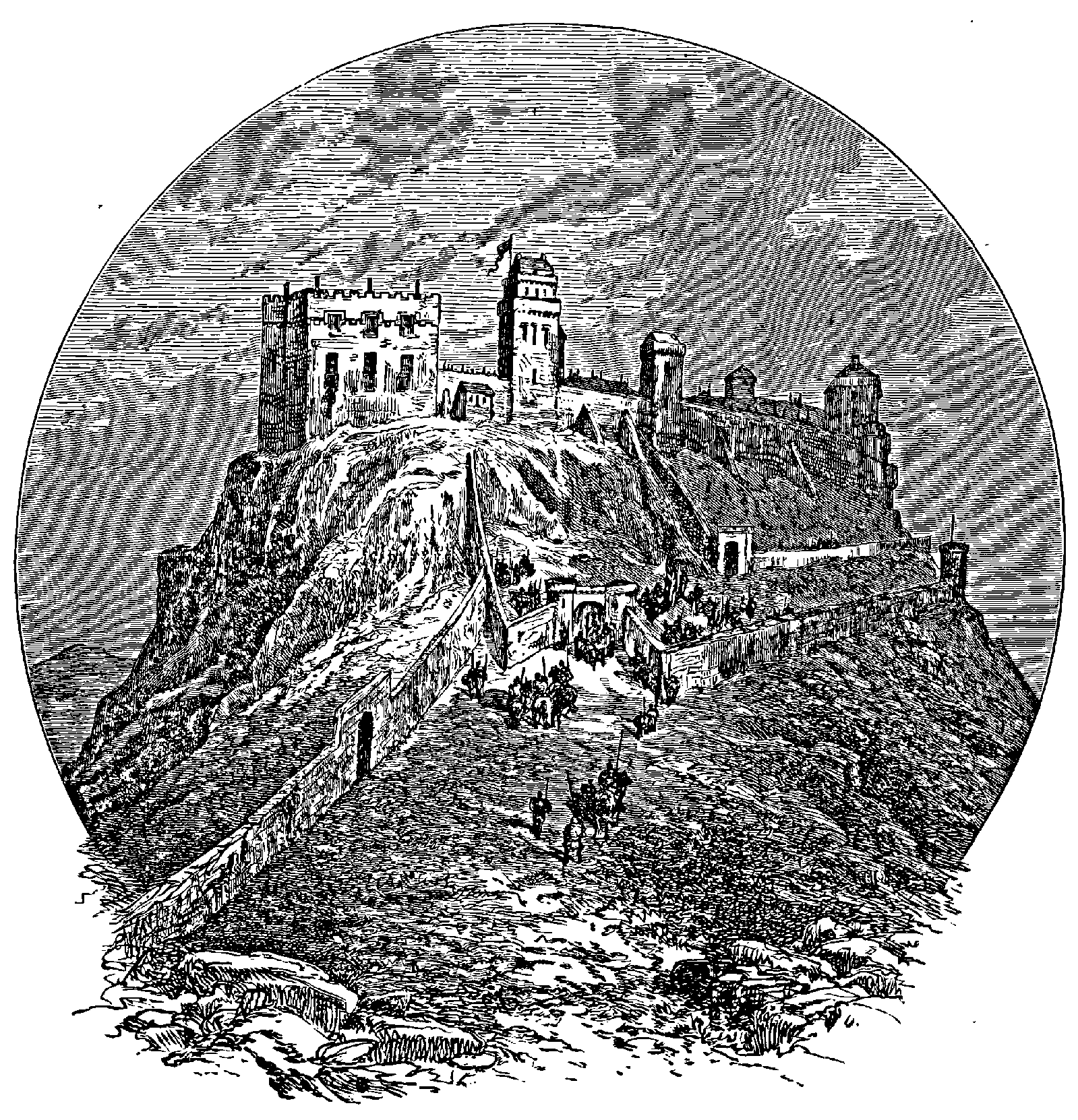
Az edinburgh-i vár középen a Dávid-toronnyal, ahogy 1573-ban, a hosszú ostrom idején kinézett.

A 15. század elején, IV. Henrik angol király uralkodása alatt, egy újabb angol invázió során ostrom alá vették a várat, azonban az utánpótlás elmaradása miatt az ostromlók visszavonultak. 1437-től William Crichton lett a várkapitány, akit nem sokkal ezt követően Skócia lordkancellárjává neveztek ki. Megkísérelte megszerezni a kormányzói címet is, ennek érdekében gyengíteni kívánta a királyság legbefolyásosabb főnemeseinek, Douglas grófjainak hatalmát. 1440 novemberében meghívta várba a 16 éves William Douglast, a 6. grófot, valamint öccsét Davidet. Ami ezután következett, azt csak „fekete vacsora”-ként emlegetik. A két fiút koholt vádak alapján, a 10 éves II. Jakab skót király jelenlétében lefejezték. A Douglas család támogatói ezt követően megostromolták a várat, jelentős sérüléseket okozva. Az események után, az 1430-as években folytatódott a vár bővítése. Királyi lakosztályokat építettek, elkészült a későbbi palota-blokk központja és 1458-ra létrejött a nagyterem is. 1464-ben a vár megközelíthetősége is javult, megvalósult a jelenlegi északkeleti feljáró út.
1479-ben Alexander Stewartot, Albany hercegét börtönözték be a Dávid-toronyba testvére, III. Jakab király elleni összeesküvés miatt. Neki sikerült megszöknie, ugyanis őrei berúgtak, maga pedig egy ablakon át kötélen leereszkedett. Franciaországba, majd Angliába menekült, ahol szövetséget kötött IV. Eduárd királlyal. 1482-ben bevonult Skóciába Richárd, Gloucester hercege (a későbbi III. Richárd) kíséretében, egy angol sereg élén. Elfoglalta az Edinburgh-i várat és két hónapra bebörtönözte a skót királyt.
A 15. század során a várat egyre növekvő mértékben fegyverraktárként és fegyvergyárként hasznosították. Az első ismert fegyverbeszerzés 1384-ben történt, a „Mons Meg” néven elhíresült ágyut pedig 1457-ben szállították Edinburgh-ba. Az ágyúgyártás első említése 1474-ből származik. 1498-ban Robert Borthwick ágyűöntő mester bronzból öntött ágyúkat Edinburgh-ban. A Borthwick keze alatt dolgozó skót és európai kovácsokkal 1511-re Edinburgh-ban volt Skócia legfontosabb öntödéje, kiszorítva a vezető helyről Stirling várát. Borthwicket 1512-ben kinevezték „a király ágyúinak öntőmesteré”-vé. Az ő műhelyéből származtak a skót zászlóshajó, a Great Michael ágyúi, valamint a „hét nővérnek” (Seven Sisters) nevezett ágyúüteg, amelyet az angolok szereztek meg a floddeni csatában, 1513-ban. Ez utóbbiakat erőteljes és szép fegyverekként festi le egy velencei szerző. 1510-től holland fegyvermesterek korai kézi tűzfegyvereket, muskétákat készítettek a várban. Borthwick Flodden után is folytatta tevékenységét, számtalan fegyvert készített, azonban ezek egyike sem maradt ránk.
Mindeközben a királyi család egyre több időt töltött a Holyrood-apátságban, a Royal Mile nevű út túlsó végén. A század vége körül IV. Jakab király rezidenciális célokra létrehozta a Holyroodhouse-palotát az apátság mellett, így a vár szerepe királyi lakóhelyként folyamatosan csökkent. IV. Jakab azért még felépítette a nagytermet, amit 1511-ben fejeztek be.

### A 16. század és a „hosszú ostrom”
1513. szeptember 9-én IV. Jakabot megölték a Flodden Field-i csatában. Félvén, hogy az angolok kihasználják pillanatnyi előnyüket, a skótok sietősen falat húztak Edinburgh köré és megerősítették a vár védelmi rendszerét. 1514-ben egy Antoine d'Arces nevű franciát kértek fel az erődítési munkálatok megtervezésére. Három évvel később – biztonsági okokból – a várba költöztették az akkor csak ötéves V. Jakab királyt. 25 évvel később, Jakab halála után, a korona az ekkor alig egyhetes lánya, Stuart Mária fejére került. Újabb angol inváziók következtek, ugyanis VIII. Henrik király megpróbált egy dinasztikus házasságot ráerőltetni Skóciára. A támadások során az edinburgh-i vár jórészt érintetlen maradt. A hadjáratokat követő újabb erődítési tevékenység során itáliai mintára egy csillag alakú sarokbástyát építettek, e típusból brit földön az elsőt. Tervezője egy olasz mérnök, Migliorino Ubaldini volt, aki II. Henrik francia király udvarában dolgozott. Stuart Mária édesanyja, Lotaringiai Mária, aki 1554 és 1560 között a régensi szerepet töltötte be, a várba költözött és ott is halt meg. A következő évben lánya, Mária visszatért Franciaországból, hogy megkezdje uralkodását.
A katolikus Mária királynő uralkodását gyengítették a befolyásos protestáns skót nemesek közötti viszályok és villongások. 1565-ben Mária feleségül ment Henry Stuarthoz, Darnley urához és a következő évben, az edinburgh-i vár egy kis szobájában világra hozta gyermekét Jakabot, aki később mind Skócia, mind Anglia királya is lett. Mária uralkodása azonban már a végéhez közeledett. Három hónappal azt követően, hogy 1567-ben meggyilkolták a férjét, Henriket, hozzáment James Hepburnhöz, Bothwell 4. grófjához, akit sokan a gyilkosság egyik elkövetőjének tartottak. A nemesség jó része fellázadt ellene, elmozdították a trónról és Loch Leven várába zárták. Innen megszökött és Angliába menekült, a nemesek egy része pedig továbbra is hűséges maradt hozzá. Edinburgh várát a várkapitány, James Balfour átadta James Stewartnak, Moray 1. grófjának, aki korábban Mária trónról való lemondását szorgalmazta, az idő tájt pedig a csecsemő I. Jakab nevében a hatalmat gyakorolta. Moray Sir William Kirkcaldyt tette meg várkapitánnyá.

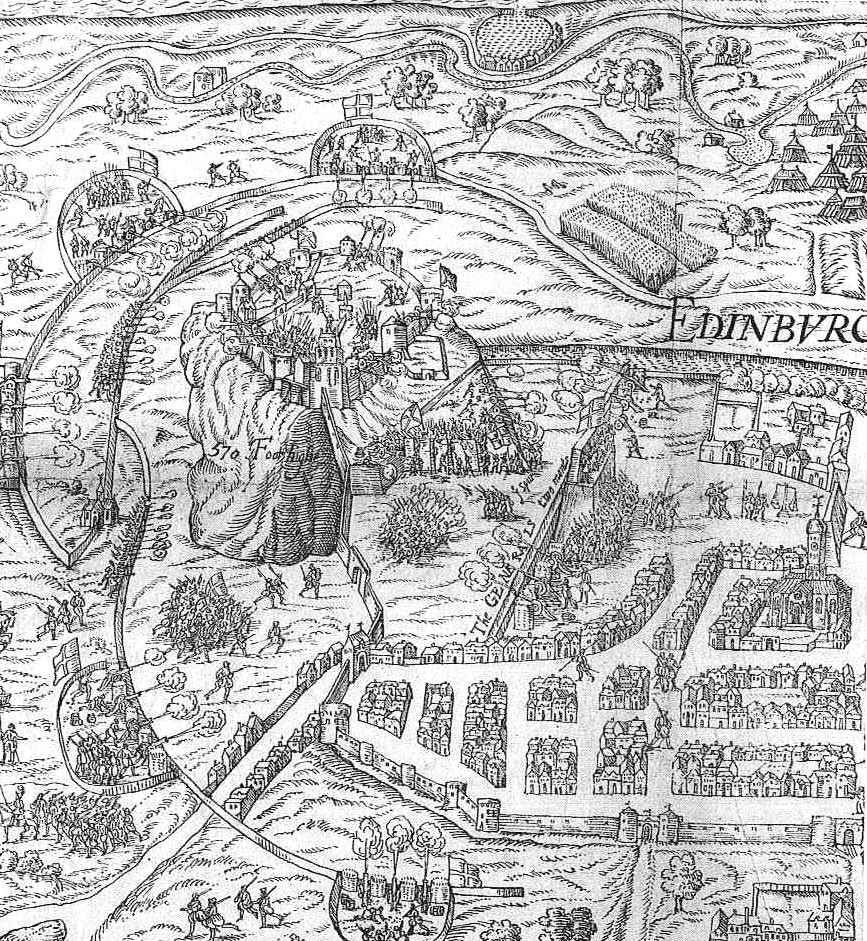
Korabeli rajz részlete az edinburgh-i várról az 1573-as ostrom idején. Jól láthatók rajta a vár körül telepített ütegek.

Kirkcaldy ugyan megbízható katonája volt a régensnek, azonban miután Moray 1570 januárjában gyilkosság áldozata lett, az ő király iránti hűsége is kezdett lanyhulni. A két uralkodó támogatói között váltakozó erősségű polgárháború bontakozott ki és 1571 áprilisában a király emberei előtt behódolt Dunbarton vára. Stuart Mária titkárának, William Maitlandnek a hatására Kirkcaldy köpenyeget fordított, elfoglalta Edinburgh várát és városát Mária számára, az új régens, Matthew Stewart, Lennox 4. grófja ellenében. Az ezt követő „hosszú ostrom” két év alatt sem hozott végleges megoldást. Az ellenségeskedések májusban kezdődtek, a város egy hónapig tartó ostromával, majd egy újabb, rövidebb ideig tartó támadással folytatódtak októberben. A blokád és a csetepaték folyamatosak voltak, és Kirkcaldy sem hagyta abba a vár megerősítését. A királypártiak I. Erzsébet angol királynőhöz fordultak segítségért, mivel hiányt szenvedtek a vár bevételéhez szükséges pénzben és tüzérségben, továbbá aggódtak, hogy Kirkcaldy támogatást kap Franciaországból. Erzsébet követeket küldött a várba és 1572 júliusában megszületett a békekötés, a blokádot feloldották. A várost átadták a királypártiaknak, míg Kirkcaldyék megtarthatták a várat.
1573. január elsejével véget ért a fegyverszünet, Kirkcaldy pedig lőni kezdte a várost. Lőszerből azonban akadozott az utánpótlása és hiába állt a rendelkezésére 40 ágyú, a kaszárnyában csak hét tüzér tartózkodott. A királyi erők, élükön a legújabb régenssel, James Douglasszel, Morton 4. grófjával, már kovácsolták a terveket a vár ostromára. Sáncokat ástak a vár körül és megmérgezték a Szent Margit-kutat (St Margaret's Well). Februárra Stuart Mária minden más támogatója behódolt a régensnek, de Kirkcaldy az ellenállás mellett döntött, dacára a várban kialakult vízhiánynak. Tovább folytatták a város bombázását, számtalan civil életet kioltva. Kirkcaldy népszerűtlenségét csak fokozta, hogy emberei egy kitörés során felgyújtottak 100 házat a városban, majd tüzeltek mindenkire, aki menekülni akart a lángok közül.
Áprilisban egy nagyjából 1000 katonából álló angol csapat érkezett a városba William Drury vezetésével. Őt 27 ágyú követte Berwick-upon-Tweedből, köztük egy olyan, melyet az Edinburgh-i várban öntöttek és az angolok a floddeni csatában zsákmányoltak. Az angol csapatok egy ütegállást építettek a várhegynél, közvetlenül a keleti fal mellett, valamint öt másikat északról, nyugatról és délről. Május 17-ére elkészültek és kezdetét vette az ágyúzás. A következő 12 napban körülbelül 3000 golyó találta el a várat. Május 22-én ledőlt a Dávid-torony déli fala, a következő napon a Kapitány-torony (Constable's Tower) is megadta magát. A romok elzárták a bejáratot, valamint a már korábban kiszáradt Elülső kut-at is. Május 26-án az angolok megtámadták a Spur-t, a várnak a rombolások által már elzárt külső védelmi rendszerét. A következő napon Kirkcaldy tűzszünetet kért, hogy a megadásról tárgyaljon. Mikor egyértelművé vált, hogy nem kívánják szabadon engedni, az ellenállás folytatása mellett döntött, azonban a legénység lázadással fenyegette meg. Így aztán május 28-án beengedte az angolokat a várba, inkább nekik adva meg magát, mintsem a régensnek. A vár George Douglas kezére került, aki a régens testvére volt, a legénységet pedig szabadon engedték. William Kirkcaldyt, James nevű testvérét, valamint két ékszerészt, akik Mária királynő nevében pénzt vertek a várban, augusztus 3-án a piactéren felakasztották.

### Nova Scotia és a polgárháború

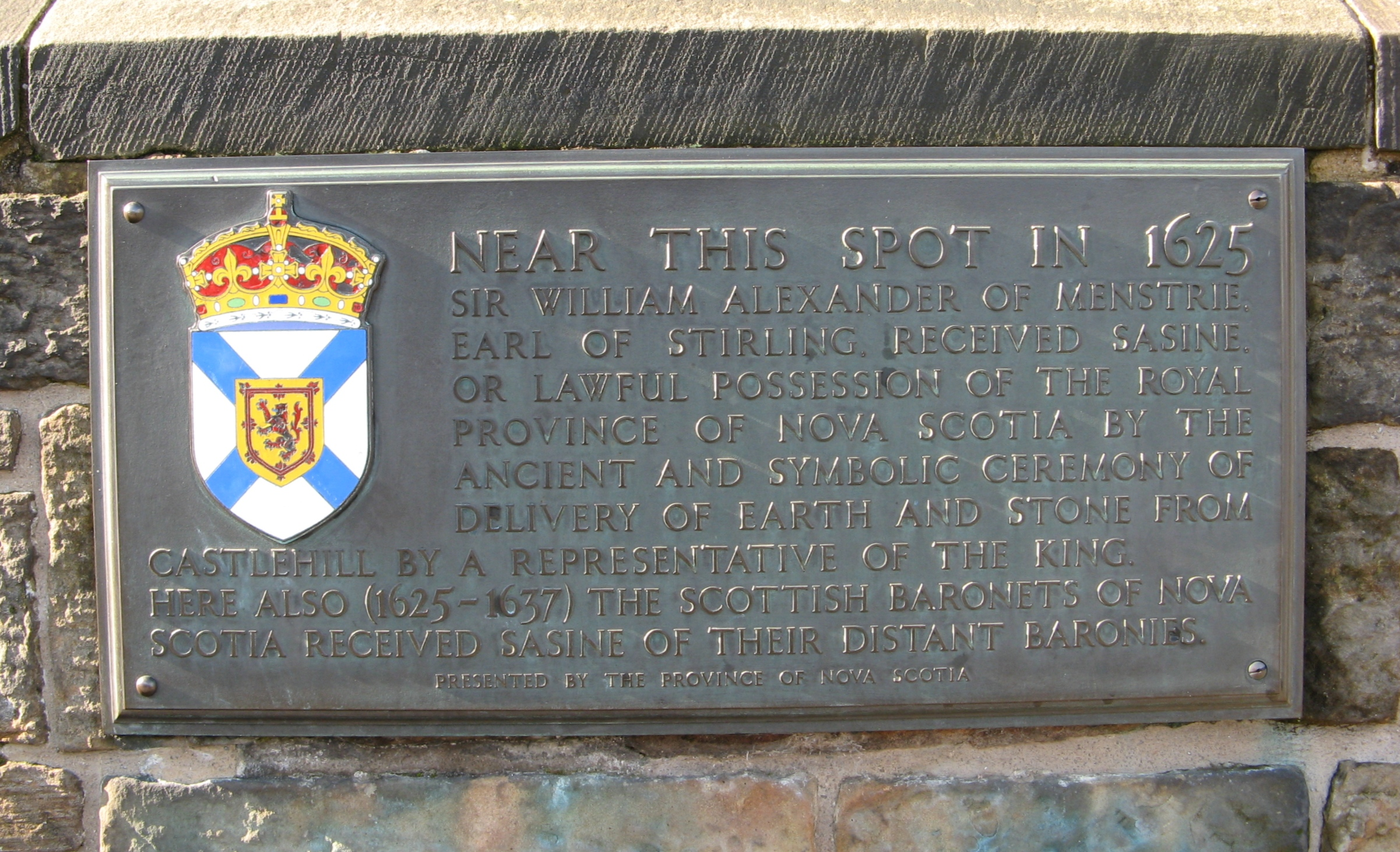
Sir William Alexander emléktáblája a vár előterében

A vár nagy részét a régens újjáépíttette, köztük a külső védműveket, a Félhold-bástyát és az ejtőrácsos kaput (Portcullis Gate). A munkálatok egy részét az a William MacDowall felügyelte, aki tizennégy évvel korábban a Dávid-torony felújítását végezte. A Félhold-bástya lenyűgöző méretei ellenére a történészek szerint egy hatástalan és elavult tüzérségi védművé vált. Ez talán az erőforrások hiányának is betudható, bár a bástya helyzete – eltakarva az öreg Dávid-tornyot és kihangsúlyozva a palota jelentőségét – határozott döntésre vall.
A lebombázott palota-blokkot nem nagyon használták, különösen azt követően nem, hogy IV. Jakab 1603-ban elnyerte az angol trónt és elköltözött. Jakab 1584-ben, majd később, 1615–1617 között felújíttatta, készülve Skóciai látogatására. William Wallace építőmester és James Murray építész megalkották a két szoba mélységű épülettömbök korai skót példáját. A keleti homlokzatot a város felé néző, három darab három emeletes erkélyes ablak határozta meg, mely azt tudatosította a szemlélőben, hogy az épület inkább palota, mintsem erődítmény céljaira szolgál. Jakab látogatása alatt az udvartartás ugyan a felújított palotában helyezkedett el, a király azonban inkább Holyroodban aludt.
1621-ben Jakab király William Alexandernek, Stirling 1. grófjának adományozta az Észak-Amerikában Új-Anglia és Újfundland között elterülő földdarabot , Nova Scotia néven. A telepek és az ültetvények támogatása érdekében 1624-ben létrehozták az új-skóciai baronetséget is. A baronet szimbolikusan megkapta annak a területnek „földjét és kövét” amelyen baronetsége elterült. Nova Scotia távoli volta miatt a jelképes átadásra az adományozó rendelkezése szerint sor kerülhetett akár Amerikában, akár „Edinburgh várában, mely Skócia legelőkelőbb és legfontosabb helye”.
Jakab utóda, I. Károly angol király csak egyszer látogatott el a várba. 1633-ban részt vett egy vacsorán a nagyteremben, majd egy éjszakát is eltöltött a hegyen, mielőtt fejére tették volna a skót koronát. Ez volt az utolsó alkalom, hogy hivatalban lévő uralkodó a várban lakott. 1639-ben, válaszul Károlynak a skót egyház megreformálására irányuló kísérleteire, polgárháború tört ki a királypárti erők és az úgynevezett covenanter-ek (a katolikus egyház és a „püspöki egyház” ellen szövetséget kötők) között. A szövetség pártján lévők, akiket Alexander Leslie vezetett, egy rövid ostromot követően bevették Edinburgh várát, bár az a berwicki szerződés-t követően, még az év júniusában visszakerült a királyhoz. A béke azonban rövid életű volt. A következő évben már ismét a covenanterek kezén volt a vár, igaz ezúttal három hónapig tartott az ostrom, melynek végére a védők teljesen kifogytak készleteikből. A külső védművek komolyan megrongálódtak és az 1640-es években le is bontották azokat. James Grahamet, a királypárti parancsnokot 1650-es elfogása után a várban börtönözték be.
1650 májusában a skót covenanterek szövetséget kötöttek II. Károly királlyal az angol parlamenterek ellen, akik az előző évben kivégezték I. Károlyt. Válaszul Oliver Cromwell támadást indított Skócia ellen és 1650 szeptemberében Dunbarnál legyőzte a szövetség-párti erőket. Edinburgh vára ismét három hónapos ostromot szenvedett el, amely további rongálásokkal járt. A várparancsnok, Walter Dundas ezredes behódolt Cromwellnek, annak ellenére, hogy bőséges készletek álltak rendelkezésére. Állítólag szándékában állt átállni a másik oldalra.

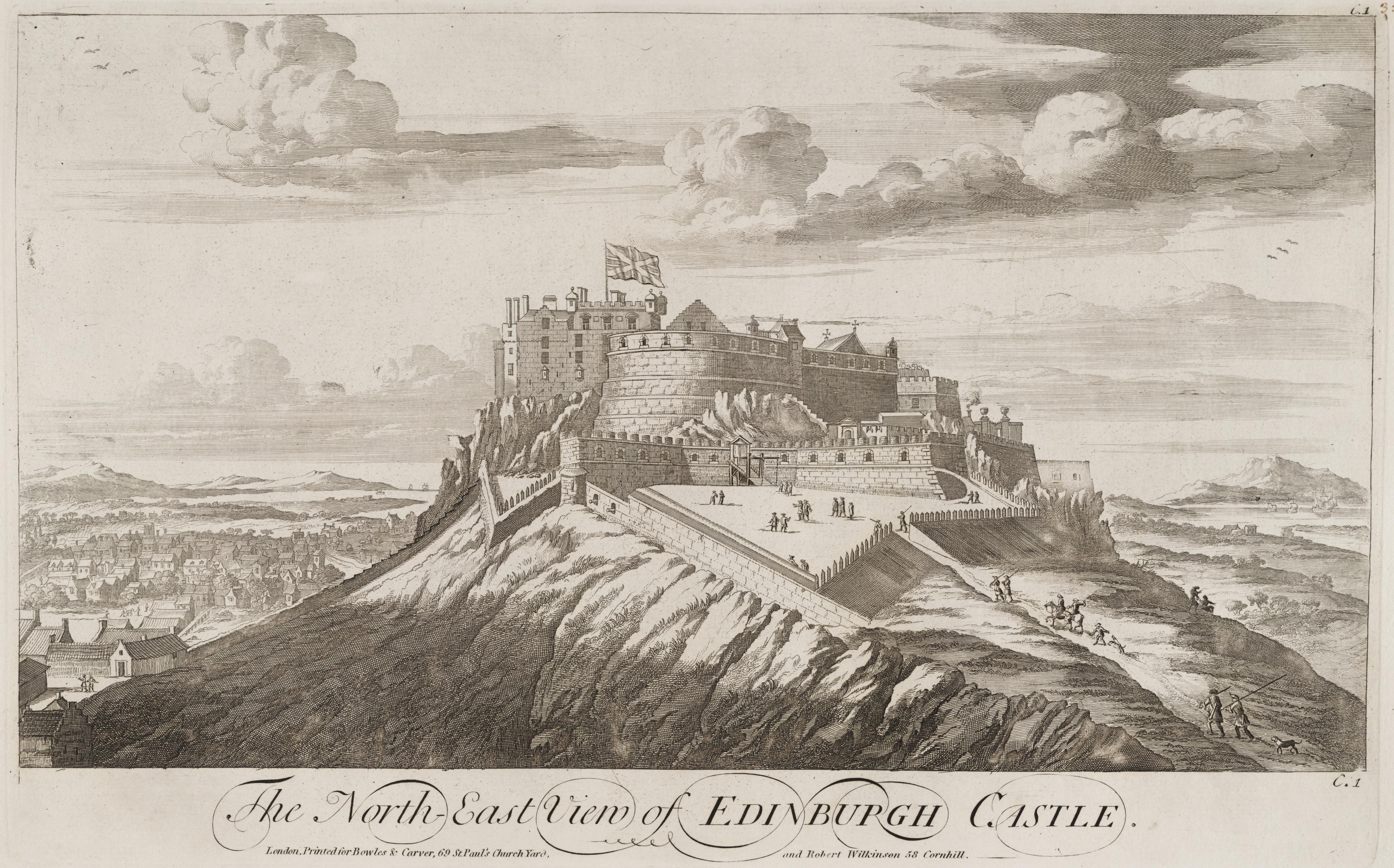
John Slezer rajza Edinburgh váráról 1675-ben

### Helyőrségi erőd: Jakobiták és börtönlakók
A polgárháborút követő interregnum lezárultával, 1660-ban II. Károly lett Anglia és Skócia királya. Egyik első döntése az volt, hogy cromwelli mintára állandó hadsereget állít fel. Ettől kezdve egészen 1923-ig folyamatosan katonaság tanyázott az edinburgh-i várban. A középkori királyi várat laktanyává alakították, azonban továbbra sem szűkölködött politikai és hadi eseményekben. 1661-ben Archibald Campbellt, Argyll 1. márkiját zárták itt börtönbe, a királlyal való ellenségeskedés miatt. 20 évvel később a fia volt a várbörtön vendége, a vallásnak való ellenszegülés okán. Nővére szolgájának ruhájába öltözve ugyan megszökött, de a szabadságot nem sokáig élvezhette, mivel 1685-ben ismét a várba zárták, II. Jakab király elleni lázadás vádjával.
Az 1688–89-es dicsőséges forradalom során II. Jakabot letaszították a trónról és száműzték az országból. Anglia új uralkodója III. (Orániai) Vilmos lett. A skót parlament ugyancsak hitet tett Vilmos mellett és elrendelte, hogy az edinburgh-i vár kapitánya, George Gordon, Gordon 1. hercege, adja át az erődítményt. Gordon, akit II. Jakab nevezett ki és katolikus hitű volt, visszautasította a követelést. 1869. március 18-án 7000 főből álló haderő vette blokád alá a várat, melyben mindössze 160 védő tartózkodott, és az ő egységüket is vallási viták csorbították. Március 19-én John Graham, Dundee 1. vikomtja felmászott a sziklákon, azzal a szándékkal, hogy Gordonnal tárgyaljon egy általa Jakab érdekében kirobbantani szándékozott lázadásról. Gordon visszautasította a város ágyúzását, annak ellenére, hogy az ostromlók már kisebb rongálásokat okoztak a védművekben. Bár Graham északon sikereket aratott, Gordon június 14-én, háromhavi ostromot követően feladta a várat, miután készletei fogytán voltak és 70 emberét is elveszítette. Az 1707-es, Anglia és Skócia egyesülését szabályozó Egyesülési Törvény életbe lépését követően Edinburgh volt az egyike annak a négy skóciai várnak, melybe állandó katonaságot helyeztek.

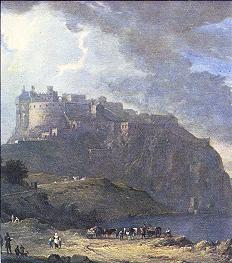
Az edinburgh-i vár, előtérben a Nor Loch tóval, 1780. körül, (Alexander Nasmyth képe)

A várat kis híján elfoglalták az 1715-ös, James Stuartot, II. Jakab fiát, az Old Pretender-t („idős trónkövetelő”) támogató, első jakobita felkelés során. Szeptember 8-án, alig két nappal a felkelés kitörése után hozzávetőlegesen 100 főnyi felföldi jakobita, akiket James Drummond, Drummond 2. hercege vezetett, megpróbálta megmászni a sziklákat a laktanya néhány katonájának segítségével. A vár őrei által lebocsátott kötélhágcsók azonban túl rövidnek bizonyultak, az őrségváltást követően pedig riadót fújtak a várban. A felkelők elmenekültek, várbéli segítőiket pedig felakasztották vagy megkorbácsolták. George Wade tábornok 1728-as jelentésében arról tudósított, hogy a vár védművei megrongálódtak és nem kielégítőek. Az 1720-as és az 1730-as években lényegi erődítési munkálatokat végeztek, ekkor építették az északi és a nyugati oldal legtöbb tüzérségi állását és bástyáját. A terveket John Romer hadmérnök kapitány készítette, az építész pedig William Adam volt. Elkészült az Argyle-bástya, a Mills Mount-bástya, az alsó és a nyugati védőfal.
A vár elleni utolsó katonai akciót az 1745-ös, újabb jakobita felkelés során hajtották végre. A támadókat Charles Edward Stuart, népszerűbb nevén „Bonnie Prince Charlie” („a csinos Károly herceg”), James Stewart fia vezette. Az várost sikerült harc nélkül elfoglalniuk, azonban a vár továbbra is a korosodó George Preston tábornok kezén maradt, aki nem volt hajlandó megadni magát. Miután a jakobiták szeptember 21-én a prestonpansi csatában leverték a kormány csapatait, megpróbálták blokád alá vonni az erődöt. Preston válaszul ágyúzni kezdte a jakobita állásokat. Néhány városi épület leomlása és négy ember halála után a felkelők véget vetettek a blokádnak. Mivel a jakobiták nem rendelkeztek tüzérséggel, nem tudták viszonozni az ágyúzást. Novemberben aztán felkerekedtek, Anglia felé vonultak, a várat pedig helyőrségre hagyták.
A következő század során a vár pincéi különféle hadi események – a hétéves háború (1756–1763), az amerikai függetlenségi háború (1775−1783), a napóleoni háborúk (1803–1815) – foglyainak őrzését szolgálták. Ez idő alatt több új épületet is felhúztak, közöttük lőporraktárokat, a parancsnoki házat, valamint új laktanyákat is.

### A 19. századtól napjainkig

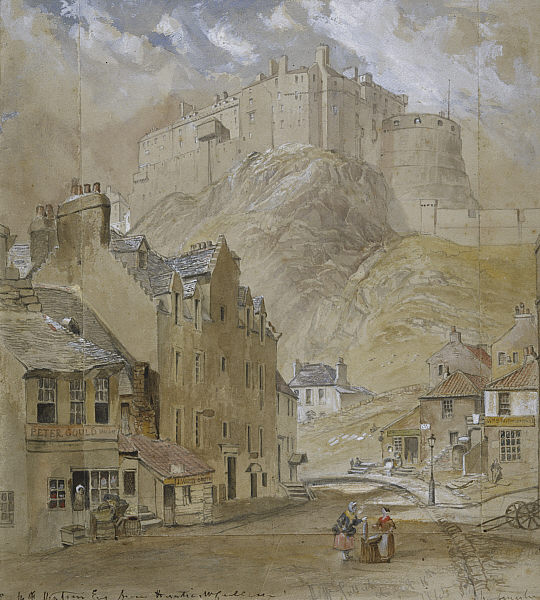
Az edinburgh-i vár 1845-ben (Horatio McCulloch)

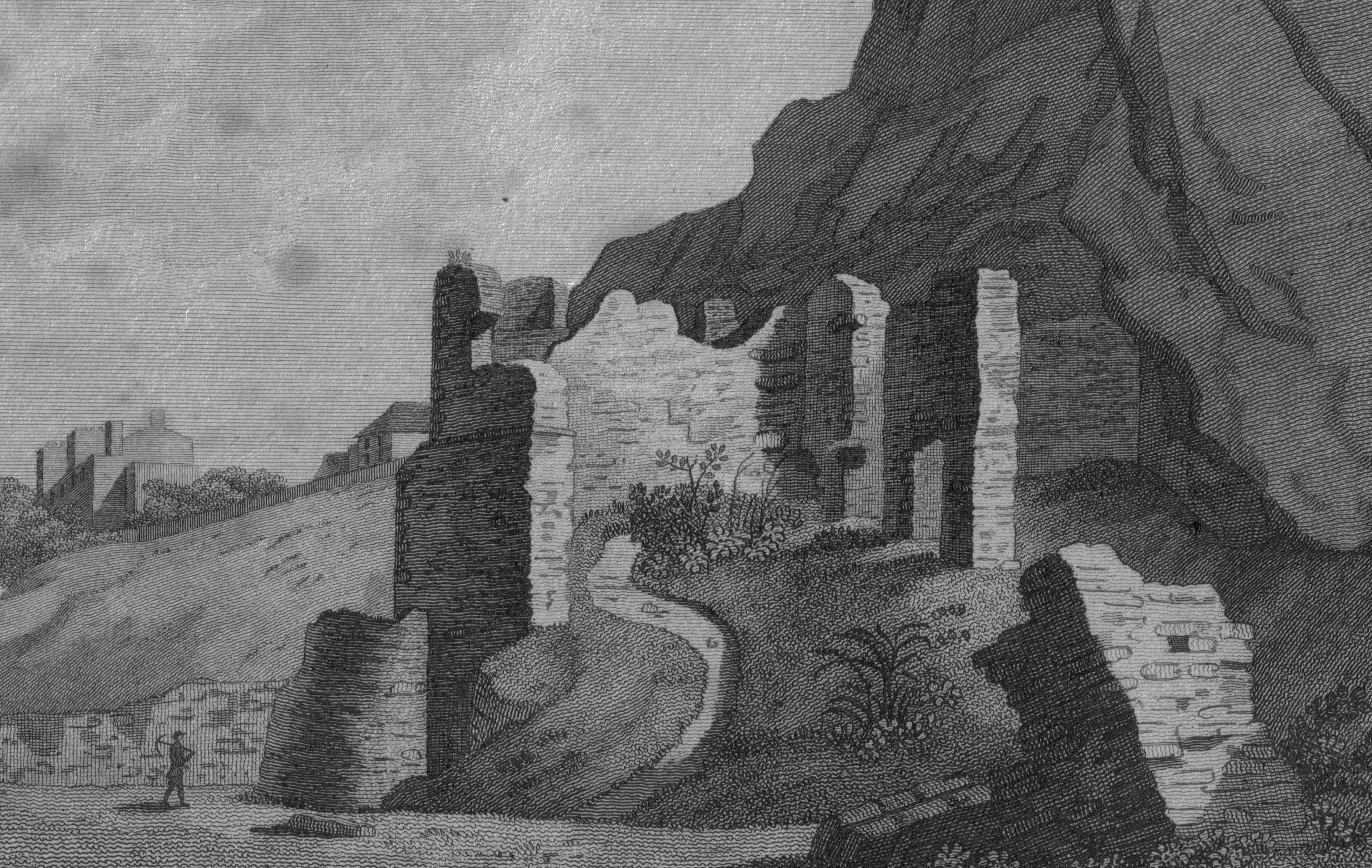
A Kút-torony 1789-ben

Egy 1811-ben történt tömeges fogolyszökés – a déli falba vágott üregen keresztül 49 rab menekült el – meggyőzte a hatóságokat arról, hogy a vár pincéi nem a legalkalmasabbak börtön céljaira. A funkciót 1814-ben szüntették meg és a vár egyre inkább átvette a nemzeti emlékhely szerepét. 1818-ban Sir Walter Scott engedélyt kapott rá, hogy felkutassa a skót koronát, amelyet 1707-ben, az Angliával létrejött uniót követően elzártak. Az úgynevezett Korona-terem felnyitása után megtalálta a koronaékszereket, melyeket aztán egy shilling ellenében bárki megtekinthetett. 1822-ben IV. György király látogatta meg a várost, így 1651 óta ő volt az első regnáló uralkodó, aki a vár területére lépett. 1829-ben visszatért Londonból a Mons Meg nevű gigantikus ágyú, majd az 1830-as években a palotát is megnyitották a nagyközönség számára. 1845-ben újra felfedezték a Szent Margit-kápolnát, mely évek hosszú során át raktárként funkcionált. Az 1880-as években helyrehozták az Argyle-tornyot és a nagytermet, ez utóbbit ezt megelőzően laktanyaként hasznosították. 1888-ban új főkaput építettek. A 19. század során több elképzelés is napvilágot látott a teljes vár skót reneszánsz stílusban történő újjáépítésére vonatkozóan, azonban mindössze a kórház épületét építették át 1897-ben. David Bryce építész javasolta, hogy építsenek fel egy 50 méter magas tornyot Albert herceg emlékére, azonban az ötletet Viktória királynő ellenezte.
1905-ben a vár feletti ellenőrzés a hadügyi hivataltól a királyi ingatlanokért felelős hivatalhoz került át, de a laktanya egészen 1923-ig fennmaradt, ekkor a katonák átköltöztek a városban lévő Redford-kaszárnyába. A vár az első világháború során ismét börtönné vált, ide zárták be a szocialista David Kirkwoodot, a második világháború alatt pedig a Luftwaffe elfogott pilótáinak lett kényszerű lakhelye. Mindmáig zajlik a várban néhány adminisztratív jellegű katonai tevékenység. A védett műemlékek közé tartozó épületet 1991 óta a Historic Scotland nevű szervezet üzemelteti.

## A vár leírása

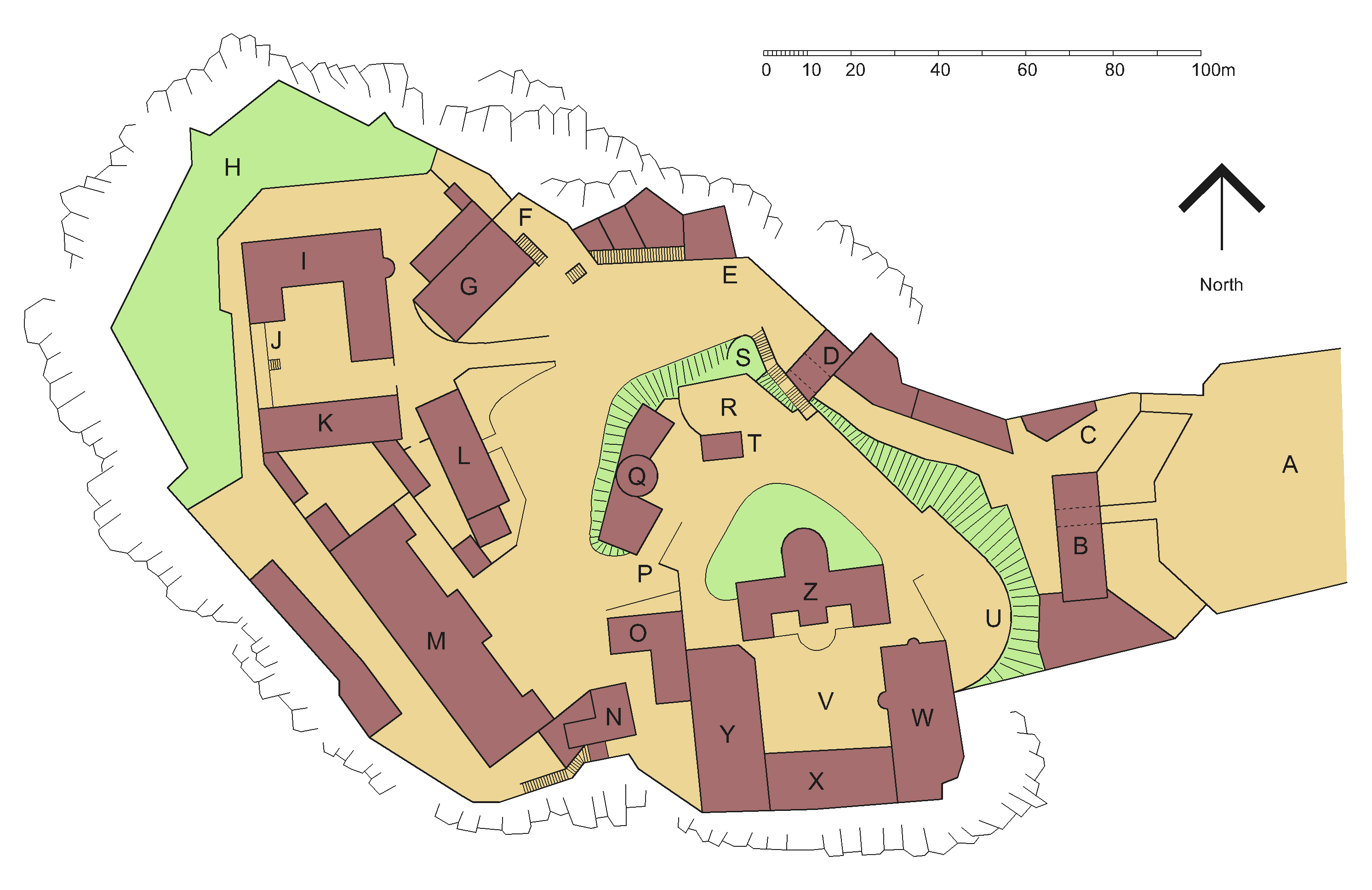
Az edinburgh-i vár alaprajza
Jelmagyarázat:
A=Sétány,
B=Főkapu, C=Jegypénztár,
D=Argyle-torony, E=Argyle-bástya, F=Mills Mount-bástya és a One o'Clock-ágyú, G=Kocsiszínek, H=Nyugati fal, I=Kórház, J=Butts-bástya, K=Skót Nemzeti Hadtörténeti Múzeum, L=A Parancsnok Háza, M=Új laktanyák, N=Katonai börtön, O=A skót királyi gárda múzeuma,
P=Foog-kapu, Q=Víztartályok, R=Mons Meg, S=Háziállat-temető, T=Szent Margit-kápolna, U=Félhold-bástya,
V=Crown Square, W=Királyi palota, X=Nagyterem, Y=Queen Anne-épület, Z=Skót Nemzeti Katonai Emlékhely

Edinburgh vára a híres Royal Mile (Királyi mérföld) utca felső végénél, Edinburgh óvárosának nyugati részén található. A vulkanikus Várhegy az északon és délen magasodó sziklafalakkal, valamint a nyugati oldalon lévő meredek kapaszkodóval egyfajta természetes védelmet jelentett számára. Midössze a keleti oldalon kínálkozott megközelítési lehetőség. Ennek megfelelően helyezték el el a vár védműveit is, számos kapuval, melyek a várhegy csúcsára vezető utat védték.

### A külső védművek
Az épület előtt található az Esplanade nevű lejtős előtér. E helyen eredetileg 16. századi bástyák és védőfalak álltak. A jelenlegi előteret 1753-ban hozták létre felvonulási tér céljaira, majd ezt 1845-ben bővítették. Itt rendezik meg évente a roppant látványos és népszerű katonazenekari fesztivált a Military Tattoot. Az Esplanade-ról a Félhold-bástya látható, bal oldalán a Királyi palotával.
Az Esplanade felső részénél álló főkaput csak 1888-ban toldották a vár épületeihez. Robert the Bruce és William Wallace szobrait, melyek a bejárat mellett láthatók, 1929-ben állították fel és a kapu fölé vésték a Nemo me impune lacessit (Senki nem törhet rám büntetlenül.) jelmondatot. A bejárat előtti sáncárok a jelenlegi formájában 1742-ben készült el. A főkapu épületében irodák találhatók, nyugatra pedig az épületegyüttes legújabb kiegészítése, a 2008-ban készült jegypénztár. A III. Jakab által 1464-ben, ágyúszállítás céljára épített út északi irányban, a Félhold-bástya mentén vezet el a Portcullis Gate-hez (Ejtőrácsos kapu). 1990-ben egy alternatív bejáratot is nyitottak az Esplanade nyugati oldaláról a vár északnyugati részére vezető alagút révén, melynek célja a látogatók és a szolgálati célból közlekedők mozgásának elkülönítése volt.

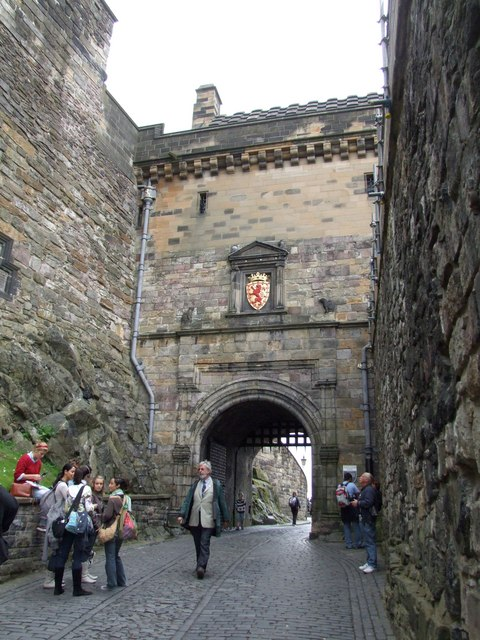
A Portcullis Gate, a Középső udvar bejárata

### A Portcullis Gate és az Argyle-torony
A Portcullis Gate (ejtőrácsos kapu)az 1571–1573 közötti „hosszú ostrom” után épült, a csatározások során lerombolt, kerek Constable's Tower (Kapitány-torony) helyén. A kapuépület felső részét 1584-ben fejezték be, majd 1750-ben átépítették. 1886–87-ben a viszonylag egyszerű épületet skót bárói stílusban gyakorlatilag újraépítették, azonban alul megmaradt az eredeti Portcullis Gate. A megújult épületet Argyle-toronynak nevezték azon hiedelem alapján, mely szerint Argyle 9. grófja 1685-ben e helyen várakozott kivégzésére.
Rögtön a kapu után találjuk a város egyik legismertebb utcájára, a Princess Streetre néző Argyle-bástyát, valamint a Mills Mount-bástyát, melyen az ugyancsak híres One O'Clock Gun (Egyórai ágyú) áll. Alattuk látható az alsó védőfal, valamint a 14. században épült Wellhouse Tower (Kútház-torony), mely a Szent Margit-kutat védte. Ez egy természetes forrás volt és fontos másodlagos vízlelőhelye a várnak. A vizet a Crane Bastionra (Felvonó-bástya) telepített berendezéssel emelték fel belőle.

### Katonai épületek
Az Argyle toronytól északra és nyugatra eső területet jobbára katonai jellegű épületek foglalják el, amelyek a 18. század elején keletkeztek, miután a várat kiemelt laktanyává nyilvánították. A Mills Mount mellett vannak a 18. századi kocsiszínek (ma teázók). A délre lévő The Governor's House (a Parancsnok Háza) 1742-ben készült a katonai parancsnok, a raktáros, valamint a tűzmester elszállásolására. E célra a 19. század végéig használták, ekkor a parancsnoki poszt megüresedett és az épületbe a várkórház nővérei költöztek. Jelenleg tiszti étkezde van benne, valamint az időközben újra betöltött parancsnoki poszt gazdájának irodája.
A parancsnoki háztól délre találjuk az új laktanya épületét, amelyet 1799-ben fejeztek be, 600 katona elszállásolására volt alkalmas és kiváltotta az e célra nem igazán megfelelő nagytermet. Manapság a laktanyában az 52. brit gyalogos dandár parancsnoksága, a skót királyi hadsereg területi parancsnoksága, valamint a skót királyi dragonyos gárda területi parancsnoksága és múzeuma található. Ez utóbbit a hadsereg parancsnoka, II. Erzsébet királynő nyitotta meg 1995-ben. A közelben, a hadsereg korábbi kiképzőtermében helyezték el a skót királyi hadsereg múzeumát. A katonai börtön 1842-ben épült, majd az 1880-as években bővítették. Utoljára 1923-ban használták, mielőtt a katonaság kiköltözött volna a városi laktanyába.

#### Skót Nemzeti Hadtörténeti Múzeum
1747-48-ban a Parancsnok Házától nyugatra egy raktárépületet emeltek a hadianyagok tárolására, majd ezt később bővítették úgy, hogy egy udvart vett körül. Itt állt egykor a központi lőportár. Ezt 1887-ben elbontották, a raktárba pedig a korábban a nagyteremben elhelyezett katonai kórházat telepítették. Ma az északi raktárban a Skót Nemzeti Hadtörténeti Múzeum – a Skót Nemzeti Múzeum intézménye – működik. A múzeum a skót hadtörténet utóbbi 400 évét hivatott bemutatni, nagy számú kiállított fegyver, egyenruha, kitüntetés segítségével. Nagy hangsúlyt helyeznek a skót háborúk történetének és okainak dokumentálására. A múzeum mellett látható Butts-üteg az íjászok korábban itt elhelyezett céltábláiról kapta a nevét. Alattuk a nyugati védőfal helyezkedik el, egy hátsó kapun át a sziklafal közelíthető meg.

### Felső udvar
A Felső udvar a várhegy legmagasabb pontját foglalja el és a késő 17. századi Foog-kapun át közelíthető meg. A kapu nevének eredete ismeretlen, de korábban Foggy Gate-nek hívták, ezért kapcsolatban lehet az Edinburgh-t gyakran ellepő tengeri köddel (angolul: fog). A kapu melletti víztartályok a várnak a kútvíztől való függését igyekeztek csökkenteni. Az ugyanitt található korábbi tűzoltó őrhely ma üzlethelyiség. A hegycsúcsot a Szent Margit-kápolna és a 15. századi ostromágyú, a Mons Meg foglalja el. Kicsivel lejjebb kis, 19. századi temető van, itt a katonák, illetve a hadsereg kabala-kutyái nyugszanak. A mellette vezető Lang Stair nevű lépcsősor egy középkori bástyafalat követve az Argyle-bástyához jut le, és elérhető róla az Argyle-torony felső része is. A Felső udvar keleti oldalát a Félhold-bástya foglalja el, délen pedig a Crown Square (Korona tér) helyezkedik el.

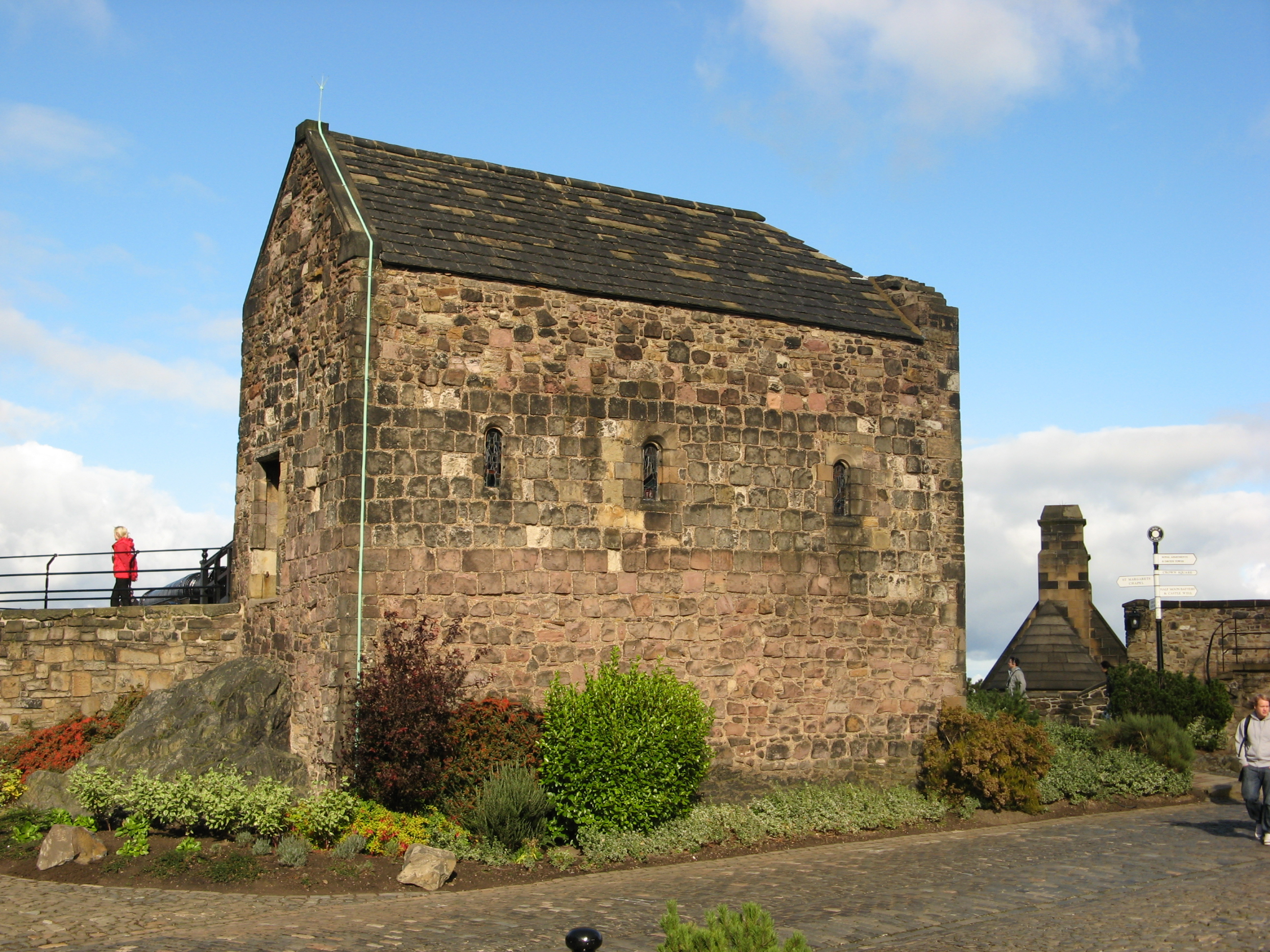
A Szent Margit-kápolna

#### Szent Margit-kápolna
Edinburgh és a vár legöregebb épülete a kis Szent Margit-kápolna. Egyike annak a nagyon kevés 12. századi épületnek, amelyek a skót várakban fennmaradtak. Az 1124–1153 között uralkodó I. Dávid király korából származik, aki a királyi család magánkápolnájaként építette és anyjának, az 1093-ban e várban meghalt, magyarországi születésű Skóciai Szent Margitnak ajánlotta. A kápolna túlélte az 1314-es ostromot, mikor a vár védműveit mind lerombolták, kibírta azt is, hogy a 16. századtól – mikor a jelenlegi tetőt építették – lőport tároltak benne. „Újrafelfedezése” 1845-ben történt meg, ekkor a nagyobb helyőrségi kápolna részét képezte. 1851‑52-ben felújították. Jelenleg egyházi szertartásokat, keresztelőket, esküvőket tartanak benne.

#### Mons Meg

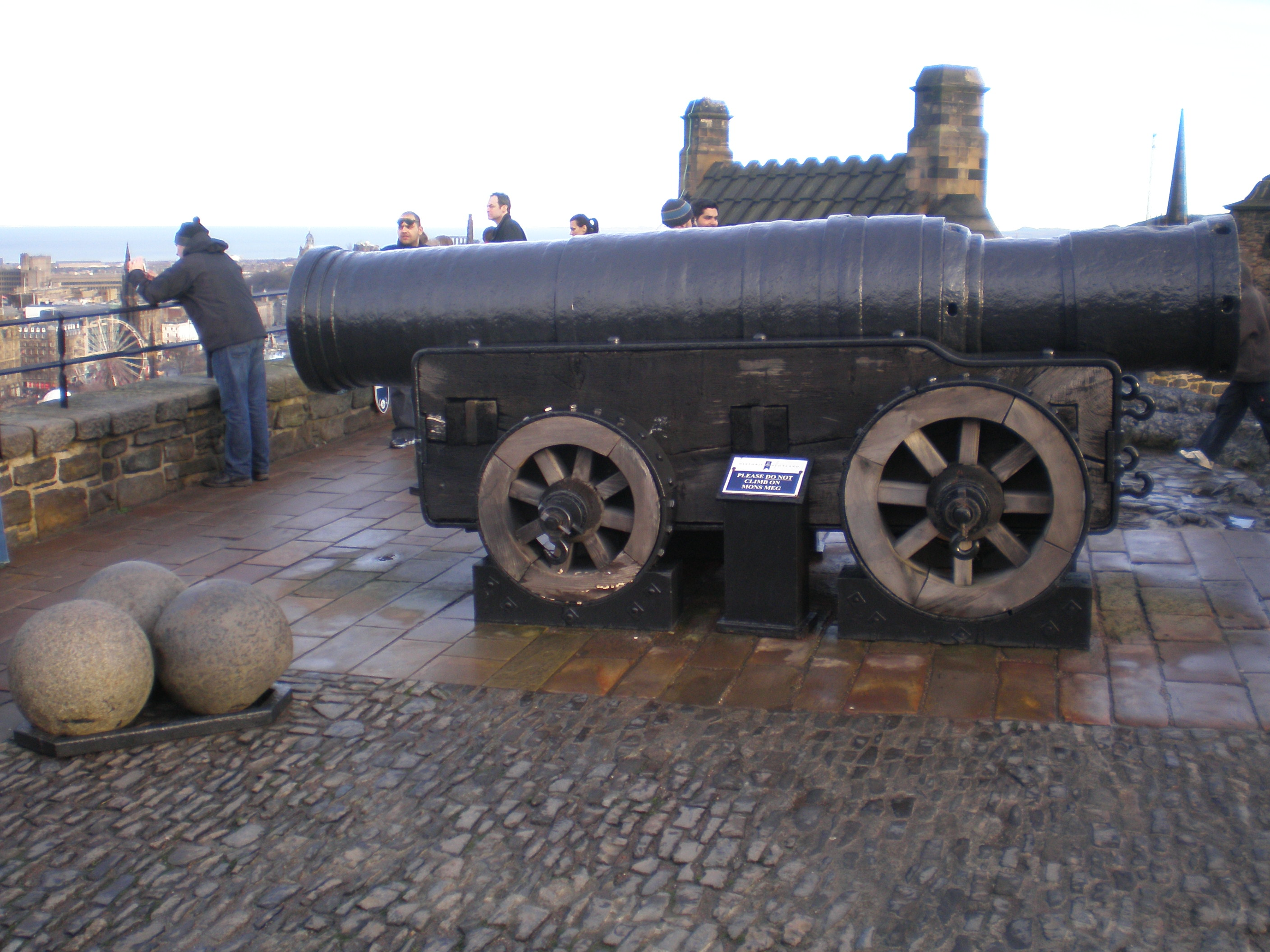
A Mons Meg

A Mons Meg néven ismert 15. századi ostromágyút a Szent Margit-kápolna mellett láthatjuk. A fegyvert Flandriában készítették 1449-ben, III. Fülöp burgundi herceg megrendelésére. Ő aztán 1457-ben átadta unokahuga férjének, II. Jakab skót királynak. A hattonnás ágyú (a mellette látható néhány darab hozzá készült 150 kg-os kő ágyúgolyóval) észak felé, az Edinburgh-i Királyi Botanikus Kertek irányába néz, amely körülbelül két kilométer távolságra van. A Mons Megből díszlövéseket adtak le 1558-ban, Stuart Mária és II. Ferenc francia király házasságkötése alkalmából. A tüzérek jutalmat kaptak, hogy megtalálják és visszahozzák a Forth-öböl közeléből, nagyjából 3 km távolságból a kilőtt köveket. Az ágyú 1681-ben tönkrement, mivel a II. Jakab angol király 1681. évi megérkezésére időzített díszlövés alkalmával a csöve megrepedt.

#### A Félhold-bástya és a Dávid-torony
A Félhold-bástya (Half Moon Battery), amely a vár keleti oldalának egyik kiemelkedő látnivalója, az 1573–88 közötti rekonstrukciós munkálatok során épült. A Forewall néven ismert északi bástyát az 1600-as évek végén húzták fel, részben beépítve az 1540-ből származó falakat is. Ez teremt összeköttetést a Félhold-bástya és a Portcullis-torony között.
A Félhold-bástyát a Dávid-torony romjai fölé és köré építették. A torony két alsó szintje beépült a bástyába, ablakai a bástya belső terébe néznek. Az L alakú Dávid-torony központi blokkja 15x16 méteres, de csatlakozott hozzá egy körülbelül 6x6 méteres nyugati szárny is. Egykori bejárata csúcsíves kapualjból nyílt a belső sarokban, de ezt a 16. században betömték, hogy szilárd, szögletes formát kapjon az épület. A Lang Siege előtt – a feljegyzések szerint – 18 méter magas volt, fennmaradt részei 15 méterre nyúlnak a szikla fölé. Néhány szobája nyitva áll a látogatók számára, de az alsó részek többnyire zárva vannak. A tornyon kívül, de a bástyán belül egy háromszintes épület található, itt tekinthető meg a külső fal egy tekintélyes darabja, amelyen még láthatók az 1573-as ostrom okozta rongálások. A torony mellett a korábbi függönyfal egy szakaszát tárták fel a High Streetre néző lőrésekkel. Egy bevágást készítettek a külső bástyafalba, hogy hozzáférhetővé tegyék ezeket a lőréseket. 1912-13-ban a szomszédos Fore Well-t (Elülső kút) tárták fel, majd tisztították meg és 33 méter mélynek mérték. Döntő része a vár melletti sziklába volt vájva.

### A Korona tér

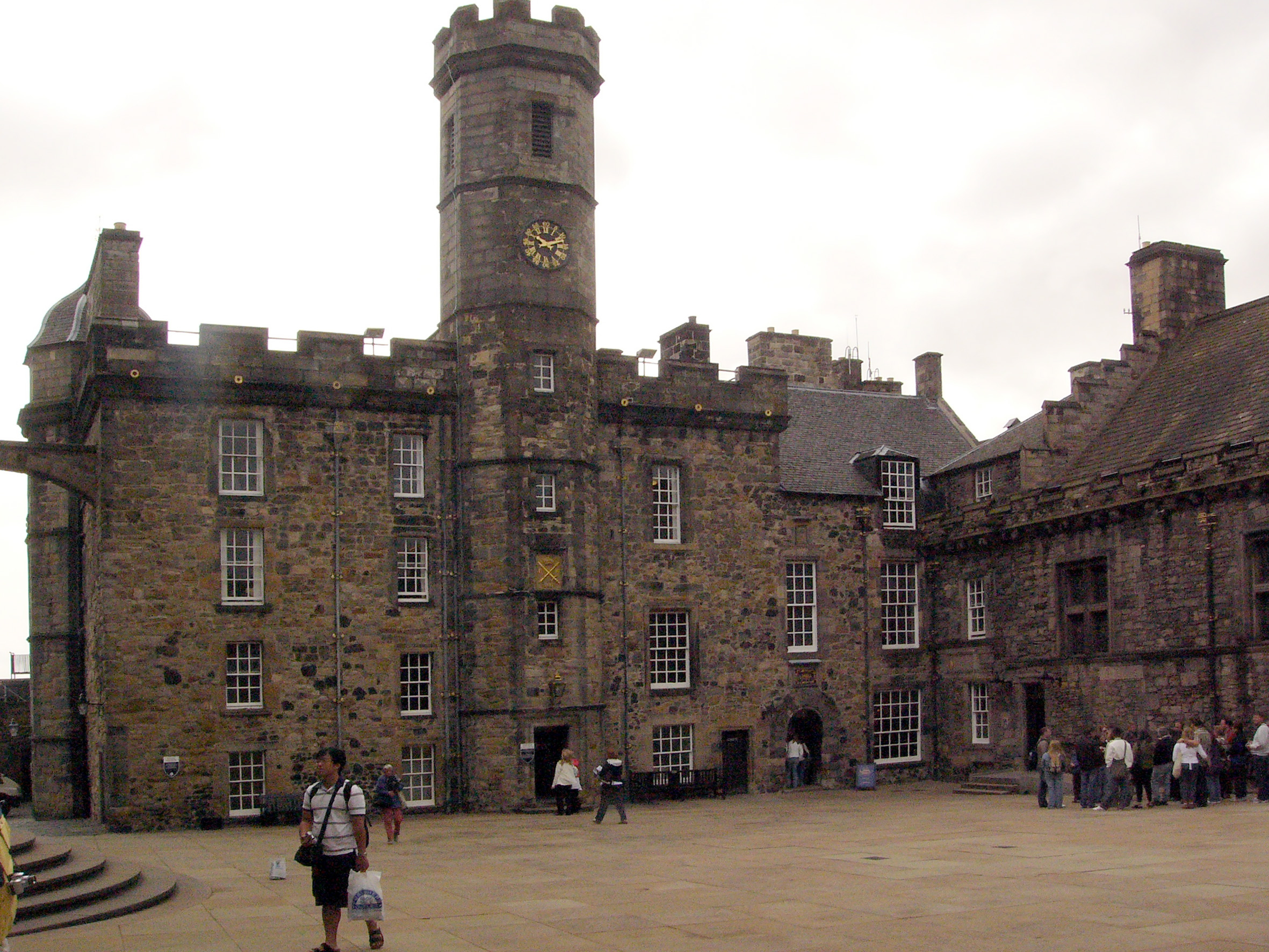
A királyi palota a Korona téren

A Korona tér (Crown Square) a vár legmagasabb pontja. A 15. században hozták létre, III. Jakab uralkodása alatt. Ez lett a vár főtere. Az alapját az 1430-as években az egyenetlen sziklákra kőből épített nagy, boltozatos pincék adták. A pincékben az államfoglyokat tartották egészen a 19. századig, bár néhány fontosabb rabot a vár más részeiben helyeztek el. A Korona tér megnevezést csak a koronaékszerek 1818-ban történt felfedezése után kezdték használni, addig a terület neve Palace Yard (Palota udvar) volt. A teret keletről a királyi palota, délről a nagyterem, nyugatról a Queen Anne-épület, északról pedig a Nemzeti Katonai Emlékhely határolja.

#### A királyi palota
Korábban királyi lakosztályok voltak benne, később ez lett a Stuart-házból származó királyok rezidenciája. A 15. század közepén épült, ekkor összeköttetése volt a Dávid-toronnyal, a jelenlegi méretére csak a későbbi korokban bővítették. A földszintján a Laich (alsó) Hall található, az emeletén pedig van egy kis szoba, amit szülőszobának, vagy Mária-szobának hívnak, mivel Stuart Mária 1566-ban itt hozta világra fiát, a későbbi VI. Jakab skót (I. Jakab néven angol) királyt. Az épületet nagy mértékben átépítették VI. Jakab 1617-es látogatása alkalmából. Ekkor készült az emlékezetesen szép festett mennyezet is. Az első szinten található a Crown Room, amelyet a skót koronázási jelvények, a korona, a jogar és a királyi kard részére építettek 1615-ben. A Stone of Scone, a koronázókő, amelyen hagyományosan a skót uralkodókat koronázták, szintén itt kapott helyet, mikor 1996-ban visszakerült Skóciába. A palota déli oldalán található Register House az állami levéltár számára épült az 1540-es években.

#### A Nagyterem
A 29 x 12,5 méteres nagyterem abból a célból épült, hogy helyet adjon a várban a főbb állami gyűléseknek, azonban arra nincs bizonyíték, hogy a skót parlament bármikor is itt ült volna össze, mint azt néhányan feltételezik. A történészek nem tudnak megegyezni az építés időpontjában, bár általában VI. Jakab uralkodásához kötik. A vélekedések szerint a 16. század elején fejezhették be.. A mennyezetet alátámasztó, művészien kiképzett kőívek reneszánsz részletekkel teljesek és összevethetők a franciaországi blois-i kastélyban láthatókkal, amelyek 1515 körül keletkezhettek. Mindez arra utal, hogy ez idő tájt a skót művészet viszonylag fejlett volt. A terem mennyezetét még az eredeti nyitott faácsolat tartja és ez az egyike a két még létező középkori skóciai csarnoképületnek, amelyekben az eredeti ácsolat látható.
Miután Oliver Cromwell 1650-ben elfoglalta a várat, a teremben csapatait szállásolta el. 1737-ben három szintet alakítottak ki benne, ez 312 katona elhelyezését tette lehetővé. Az új laktanya-épületek 1790-es felépítése után a teremben kórházat alakítottak ki és ekként szolgált egészen 1897-ig. Később középkori stílusban átépítették. Néha ma is otthont ad ünnepi rendezvényeknek, és hagyományosan ez a helyszíne a skót BBC szilveszteri programjának. A csarnok déli részén a 14. századi függönyfal egy darabja látható egy később épített mellvéddel együtt.

#### A Queen Anne-ház
A 16. században ennek a helyén voltak a szomszédos Nagytermet kiszolgáló konyhák, később pedig a királyi fegyvertárnak adott otthont. Az a jelenlegi épület Anna brit királynőről kapta a nevét és 1708-ban épült, mikor az Old Pretender néven ismert trónkövetelő, James Francis Edward Stuart megpróbálta elfoglalni a várat. A házban volt elszállásolva a mindenkori törzstiszt. Az 1920-as években átépítették és a Tengerészeti és Hadászati Múzeumot helyezték el benne. Jelenleg hivatalok és oktatóközpont található itt.

#### Skót Nemzeti Katonai Emlékhely
A középkori Szűz Mária-templomot 1366-ban újjáépítették, majd 1540-ben fegyvertárrá alakították. 1755-ben bontották le, hogy helyet csináljanak az új északi laktanyaépületnek, melyet csak 1923-ban ürített ki a hadsereg. Sir Robert Lorimer alakította ki benne a Skót Nemzeti Katonai Emlékhelyet, emlékeztetőül mindazokra, akik a skót hadseregekben szolgáltak és akik életüket áldozták az I. világháborúban és az azt követő háborús eseményekben. Az új funkciójú épület 1927. július 14-én nyílt meg a látogatók előtt.

## Mai használat

### Turista látványosság
A vár nagy részét jelenleg a skót kormány által létrehozott szervezet, a Historic Scotland működteti. Azt a nem könnyű szerepet vállalta fel, hogy feloldja az üzleti célú turista látványosság működtetése és a hely történelmi jellegének megőrzése között feszülő ellentmondást. Az Edinburgh-i vár a Historic Scotland leglátogatottabb szinhelye, 2009-ben közel 1,2 millióan keresték fel.
A Historic Scotland több vendéglátóhelyet és üzletet üzemeltet a várban és kihelyett jó néhány tájékoztató táblát is. Működik egy oktató központ is diákcsoportok számára a Queen Anne-épületben, itt korhű kosztümökbe öltözött, történelmi fegyvereket viselő közreműködők segítik megismertetni az ifjúsággal a vár históriáját. Jelmezes figurákkál a vár más helyein is találkozhatunk.

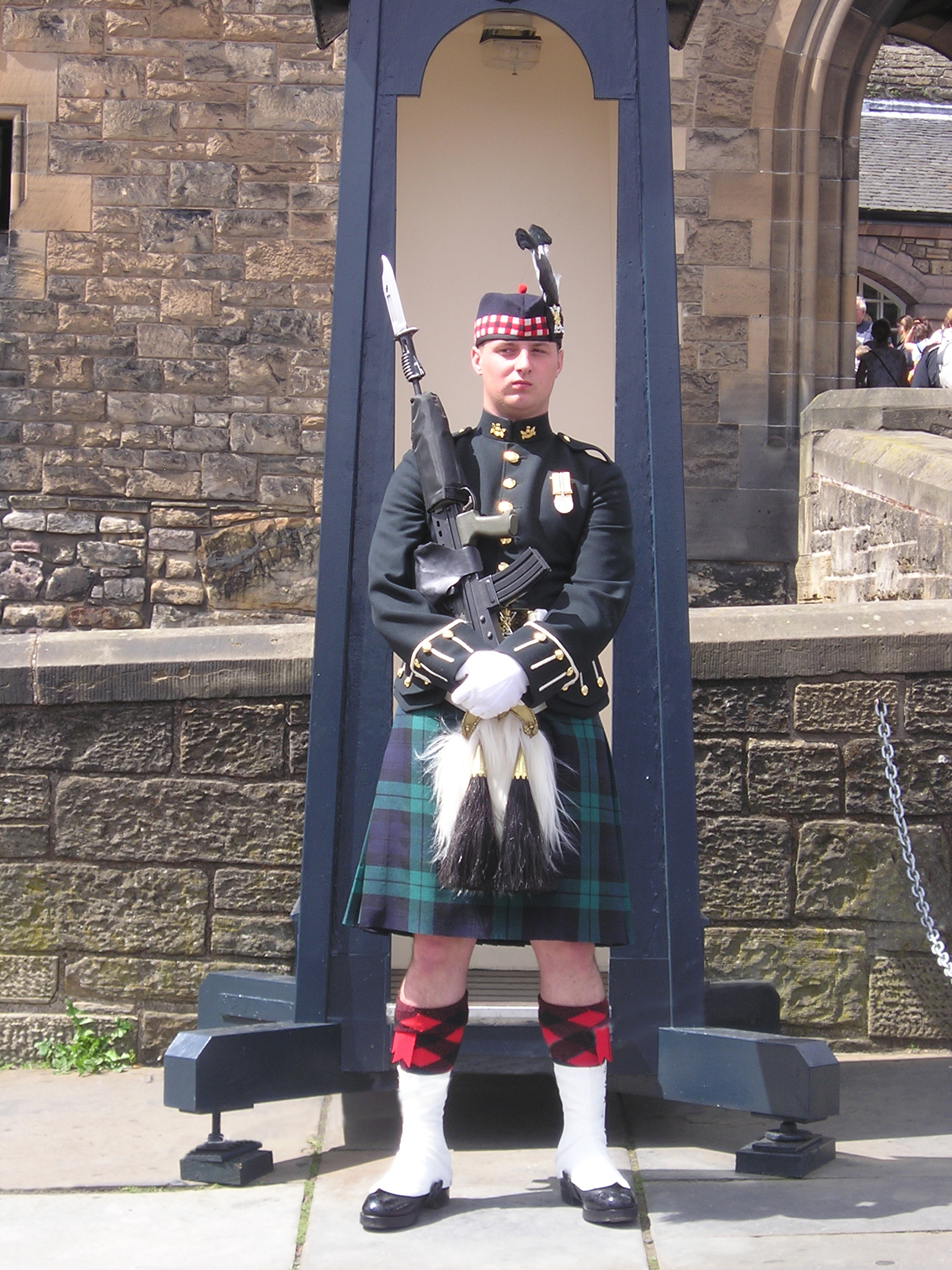
A Skót Királyi Hadsereg őrszeme az Esplanade-on, a vár bejáratánál

### Katonai szerep
1905-ig a várat közvetlenül a hadügyi kormányzat irányította, majd 1923-ban ténylegesen elhagyta az erődöt a katonaság, kiköltözve a városi laktanyába. Ennek ellenére továbbra is erős kötelékek fűzik a várat a sereghez, ugyanis egyike azon ősi skót épületeknek, amelyekben katonai helyőrség állomásozik, igaz, jobbára csak díszelgési és adminisztrációs célokra. A közszereplés kimerül a skót koronaékszerek őrzésében, valamint a vár bejárata előtti díszőrségben. A várkapitányi poszt inkább csak ceremoniális beosztás, amit 2. Brit Gyalogos Hadosztály parancsnokságának tagja lát el. Az új laktanyaépület ad otthont a Skót Királyi Hadsereg és az 52. Brit Gyalogos Dandár honi parancsnokságának. A hadsereg tartja fenn a Parancsnok házát, ez jelenleg a tiszti étkezde.

### Military Tattoo

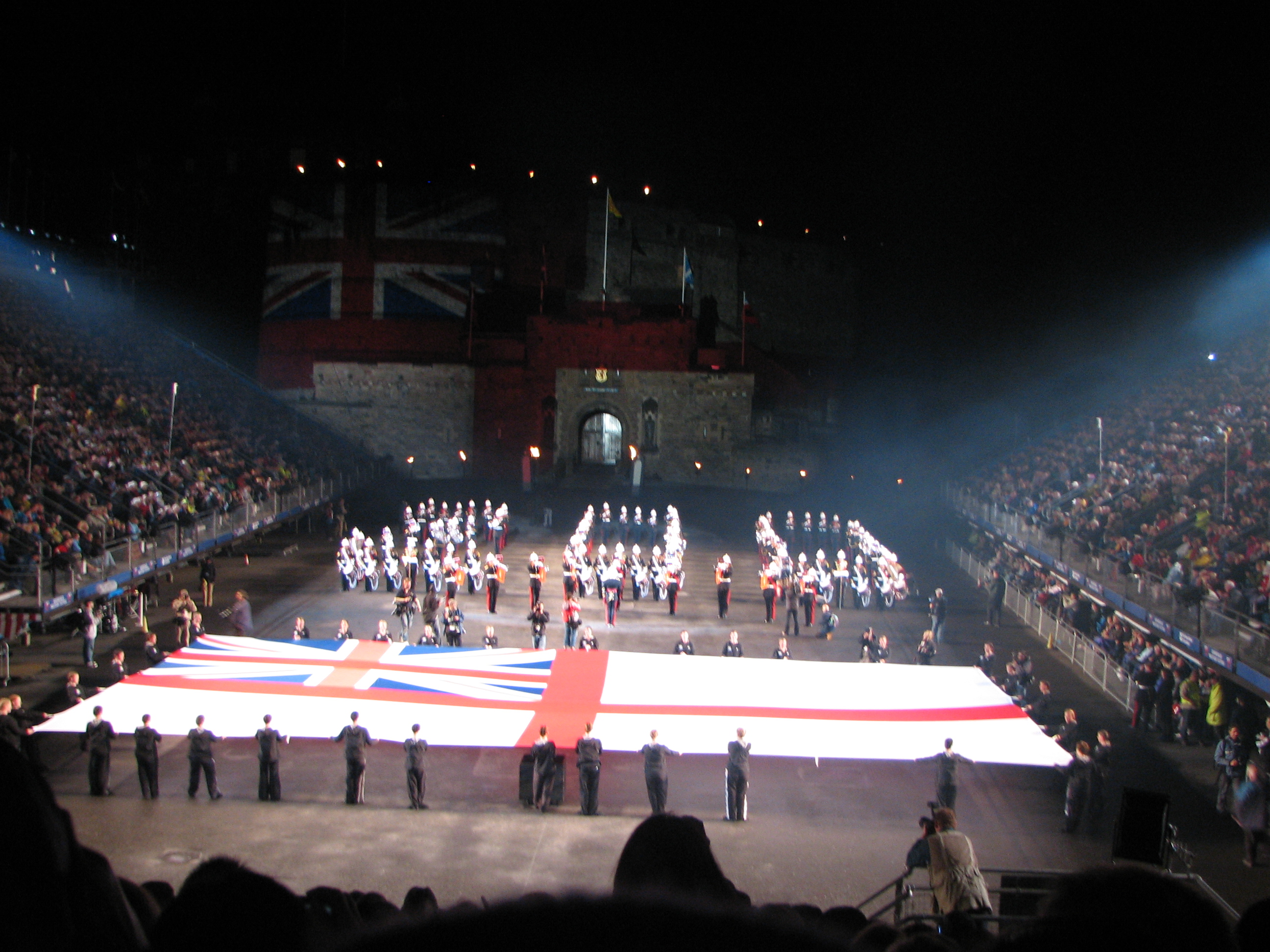
Military Tattoo 2005.

Az edinburgh-i Military Tattoo néven elhíresült előadássorozatot az Esplanade-on rendezik meg, minden év augusztusában. Az előadások magját a skót fegyveres erők dudásainak és dobosainak felvonulása képezi, azonban a szervezők már az 1950-es első rendezvény óta meghívnak olyan vendégmuzsikusokat a világ minden tájáról, akik valamilyen módon kötődnek a katonasághoz. Az est fénypontját egy magányos dudás fellépése jelenti, aki játékával a halott bajtársakra emlékezik. Őt duda-együttesek követik, hagyományos skót dallamok egyvelegét játszva. A Tattoot évente körülbelül 217.000 ember látja a helyszínen, a televíziók pedig világszerte közvetítik. A belépőjegyek általában hónapokkal előre elkelnek.

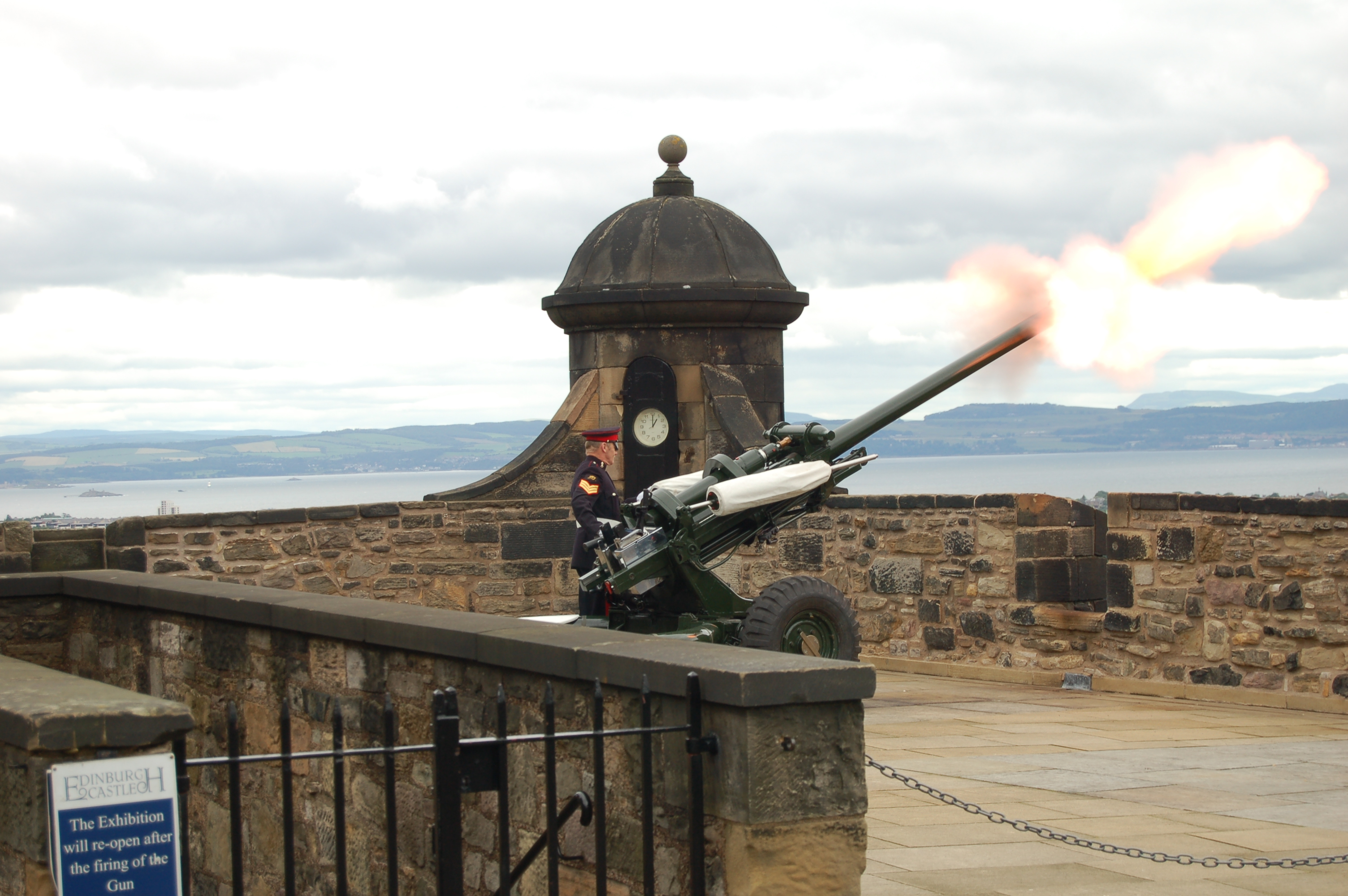
A One O'Clock Gun

### A One O'Clock Gun
A One O'Clock Gun (egyórai ágyú) az időjelző szerepét tölti be. A vasárnapok, valamint nagypéntek és karácsony kivételével minden nap pontban 13 órakor sütik el. Az ágyút 1861-ben állították fel, és a Firth of Forth öbölben lévő hajók személyzetét tájékoztatta a pontos időről, ami a navigáció szempontjából volt lényeges. Az ágyúlövés kiegészítette azt az időjelző gömböt, amelyet a Nelson-emlékmű tetején helyeztek el 1852-ben. A gömb úgy töltötte be szerepét, hogy minden nap délután egy órakor az emlékművön álló árbóc tetejéről leengedték az árbóc tövébe. Nagy hátránya volt, hogy ködös időben nem volt látható. Az ágyú hangját azonban könnyűszerrel meghallották a kikötőben horgonyzó hajókon. Persze ennek is volt fogyatékossága, ugyanis a hangot – a terjedési sebesség korlátai miatt – csak néhány másodperces késéssel észlelték. Az 1860-as években Edinburgh-ban olyan térképeket is készítettek, amelyek az ágyútól való távolság függvényében jelezték a tényleges időt.
Az eredeti ágyú egy 18 fontos, elöltöltős fegyver volt, ennek töltéséhez négy emberre volt szükség és a Félhold-bástyán szólaltatták meg. Ezt váltotta fel 1913-ban egy 32 fontos hátultöltős fegyver, majd 1952-ben egy 25 fontos tarack. A jelenleg használt 105 mm-es tarack 2001. november 30. óta áll szolgálatban.
A 105. királyi tüzérezred katonái manapság a Mill's Mount-bástyáról lőnek, a vár északi oldaláról. Bár az ágyúlövés már nem szolgálja az eredeti célt, a szertartás népszerű turista-látványossággá vált. Az edinburgh-i szilveszteréjek alkalmával ugyancsak az ágyú jelzi az új év beköszöntét. A leghosszabb ideig szolgáló tüzér, Thomas McKay törzsőrmester, akinek beceneve „Tam the Gun” (Tam az ágyú) volt, 1979-től 2005-ös nyugdíjazásáig tüzelt az ágyúval. Az ő támogatásával alakult Egyórai Ágyú Társaság egy kis kiállítást rendezett be a Mill's Mounton.

### Edinburgh jelképe
A vár Edinburgh városának és Skóciának elfogadott jelképe lett. Stilizált formában feltűnik a város és a városi egyetem címerében is. A vár képét használja emblémaként többek között az edinburgh-i rögbicsapat, a Hibernian nevű labdarúgó egyesület, az Edinburgh Evening News című újság és az edinburgh-i maraton. Feltűnt a királyi posta bélyegsorozatán, valamint több bankjegyen is. Ez volt látható a Skót Királyi Bank által az 1960-as években kiadott ötfontos bankjegyen is és 1987 óta a vár látható bank egyfontosának hátoldalán.

## Fordítás
- Ez a szócikk részben vagy egészben  az   Edinburgh Castle című angol Wikipédia-szócikk ezen változatának fordításán alapul.  Az eredeti cikk szerkesztőit annak laptörténete sorolja fel. Ez a jelzés csupán a megfogalmazás eredetét és a szerzői jogokat jelzi, nem szolgál a cikkben szereplő információk forrásmegjelöléseként.